# エチオピアの歴史
エチオピアの歴史（エチオピアのれきし）では、エチオピアの歴史について記述する。

## 概要
諸侯の力が強いエチオピア帝国・ソロモン朝において、支配者はソロモン王の系譜がもたらす権威を用いて統治してきた。これには国民の約半数が東方教会系のエチオピア正教会を信仰しているためであった。一方でキリスト教を信仰していないティグレ人やソマリ人はエチオピア正教会を信仰するアムハラ人に支配される構造を持っていた。しかしながらエチオピアは地域ごとに民族構成が異なり、その自治権も強かったために、諸侯に対する皇帝の影響力は限定的なものであり、各民族はその土地の諸侯の下で緩やかな間接支配を受けていた。戦乱期には各地方ごとに有力者が名乗りをあげ、それぞれが皇帝を推して争いが生じた。
また、アフリカ分割によっても主権のある独立国として存在し続けたことがエチオピアの特色としてあげられる。これは強かな外交と近代化された軍備によって成し遂げられたものであり、パン・アフリカ主義においては「アフリカの星」と称揚された。

### セム族の移動
紀元前10世紀頃、元々この地域にはアフロ・アジア語族の別の語派であるクシ語派の住民が存在していたが、イエメンにあるサバ王国からセム系の人々が多く移り住んで、彼らはエチオピア北部のイエハ (Yeha) の一帯を中心に繁栄した。だが、その支配範囲はエチオピア北部の狭い範囲に限定され、エチオピア高原全体は部族ごとに分かれて統治されていた。部族は70以上が確認されており、大別すればアムハラ語を中心とするセム語派と、オロモ語やソマリ語を中心するクシ語派に分かれるが、実際にはさらに言語ごとに細分化していた。その中ではアムハラ人、次いでオロモ人が有力な部族とされていた。

### エチオピアの呼称
エチオピアという呼び名を最初に使ったのは紀元前5世紀頃のギリシア人たちであり、歴史家のヘロドトスは『ヒストリア』においてエチオピア地方の人々をイティオプス (AETHIOPS) と記録した。これは「日に焼けた人々」を意味するギリシア語であり、旧約聖書においても同様の記述が残されている。これが現在のエチオピアの語源であるが、その国名が使用されるようになったのは1900年代になってからのことだった。この地域は有力な部族と周辺部族が混在する地域でしかなく、現在のエチオピアという国家としての概念は存在していなかった。ゴンダルを中心としたアムハラ系が辛うじて最大勢力であったが、支配地域は現在のエチオピア北部の一部でしかない。そのため、エチオピアという領土を含んだ国家の概念が生み出されるまでには、1889年にエチオピア帝国の皇帝に即位したメネリク2世による最大版図の確立を待たねばならなかった。
一方、彼ら自身は国名を名乗らなかったが、外部からはこの地域に名称をつけた民族が存在する。アラビア半島に住むアラビア人たちは、エチオピア地方のことをハベシュと呼んでいた。これは、スーダンから西方の人々を「黒い人々」「純血のハム系」を意味するスーダンと呼んだことと対比した言葉で、ハベシュはセム語化したハム族、つまり「混血」を意味する言葉だった。それは当初、アラビア人のみによる呼称だったが、マルコ・ポーロが『東方見聞録』においてこの言葉をアバッシュ (Abash) として取り上げると一般化し、ヨーロッパで伝播する過程でさらにアビシニアという言葉に転じた。その言葉はヨーロッパ人から見てエチオピアを示す言葉として広く浸透し、19世紀までエチオピアに向けた諸外国の書簡の宛名はアビシニアとなっていた。
だが、この広く浸透したアビシニアという言葉を、エチオピア地方の人々、特にアムハラ人は忌み嫌っていた。アビシニアとは混血以上に差別的な「あいの仔」という意味を持つ蔑称でもあった。また、「セム化したハム族」という意味の言葉が国名となることは、セム語系のアムハラ人が支配者層となっていたエチオピアの国情にもそぐわないものだった。折りしもメネリク2世の国内統一事業がほぼ完成しつつあったため、アムハラ人たちは至急それに変わる名称を用意しなければならなかった。そこでアムハラ族を中心とした支配者層は、ギリシアの記録に残るイティオプスから転じたエチオピアという名称を国名として名乗った。エチオピアという言葉の意味は、前述の日に焼けた人々という意味とともに、ハム族の息子という意味を持つ。しかしこれらの努力にもかかわらず、アビシニアという呼称は1940年代までヨーロッパ諸国の間で残ることになる。

### エチオピアの領土

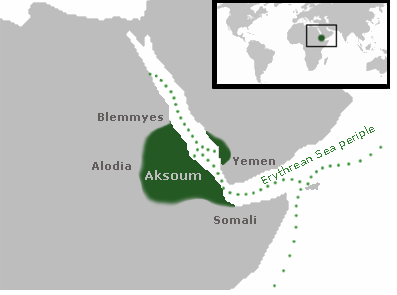
アクスム帝国

エチオピア帝国(1962年から1993年までの領土)

エチオピア（2004年）

1993年にエリトリアが独立して内陸国となったエチオピアであるが、アクスム王国の成立まで、最大部族であるアムハラの支配が及んだのはゴンダルとその周辺でしかなかった。紀元前に栄えたアクスム王国もエチオピア北部を支配したが、その意欲はエリトリアや紅海方面への交易に向いており、エチオピア南部を含む現在の国境線は19世紀まで現れることはなかった。しかし、1850年代にエチオピア帝国のテオドロス2世がエチオピア中央部を平定すると、その後継者のメネリク2世は現在のエチオピアに近い勢力圏を確立した。その理想とする領土は、東はソマリアのオガデン、南はルドルフ湖周辺、西はファショダ、北はエリトリア全域という広大な地域に渡り、メネリク2世は果敢な遠征でそれを達成目前まで押し広げた。しかし、エリトリアはイタリアが領有し、ファショダもイギリスの影響下にあったために、メネリク2世の野望は途中で断念せざるをえなかった。また、東方のオガデンは1970年代後半にソマリアで大ソマリア主義が広がると係争の地となり、オガデン戦争の一因となった。

### 神話
エチオピアは紀元前10世紀のシバの女王とソロモン王の子、メネリク1世を伝承上の国家の起源としている。旧約聖書の列王記によれば、エチオピア（もしくはイエメン）とされる「南の土地」はシバの女王によって統治されていた。シバの女王は美と才知を兼ね備えた女王だったが、二十歳となった折に同じく評判の高かったエルサレムの王の元へ訪れ、駆け引きの末に二人は惹かれあい、遂にシバの女王は子を宿すに至った。だが、女王は母国の統治を投げ出すこともできず、帰国を選択する。こうして帰国後に生まれた子供がメネリク1世であり、成人したメネリクは父のソロモン王を訪問し、対面を果たしたあとは多数のユダヤ人をエチオピアに招いた。
この伝承を確立したのは、紀元前5世紀頃に建国されたアクスム王国の王室と、1270年にエチオピア帝国を建国したイクノ・アムラクだった。両者は正当性を主張するため、ともにメネリク1世直系の子孫と名乗る。特に後者のイクノ・アムラクは国内の安定のために正当性を確立する必要があり、エチオピアの古事記とも言うべき『国王頌栄（ケブレ・ネガストkebre-negast）』を編纂させた。王から編纂を命じられた家臣のイシャクはエチオピア帝国を「ソロモン王朝」とするために新約聖書、旧約聖書、コーラン、そしてアクスム王国時代から残るアラビア語文献とアレキサンドリア図書館のコプト語の文献を中心にしてシバの女王とソロモン王の子であるメネリク1世からイクノ・アムラクへと続く系譜を、アムダ・セヨン1世の代に作り上げた。その伝説を裏付ける史跡は未だ発見されていないが、エチオピア北部のゴンダルに住んでいたベータ・イスラエルと呼ばれるユダヤ人の集団は、メネリク1世がソロモン王との対面を済ませて帰国する際に同行した人々の末裔だと伝えられている。彼らは1974年のエチオピア革命後の中央革命捜査局による迫害からイスラエル政府によって救出されるまで、エチオピア国内で陶磁器の商いを営んでいた。これらの経緯により、エチオピア皇室を象徴する紋章はソロモン王を由来とする五芒星となっており、エチオピア連邦民主共和国の国章や国旗もそれに因む形となった。

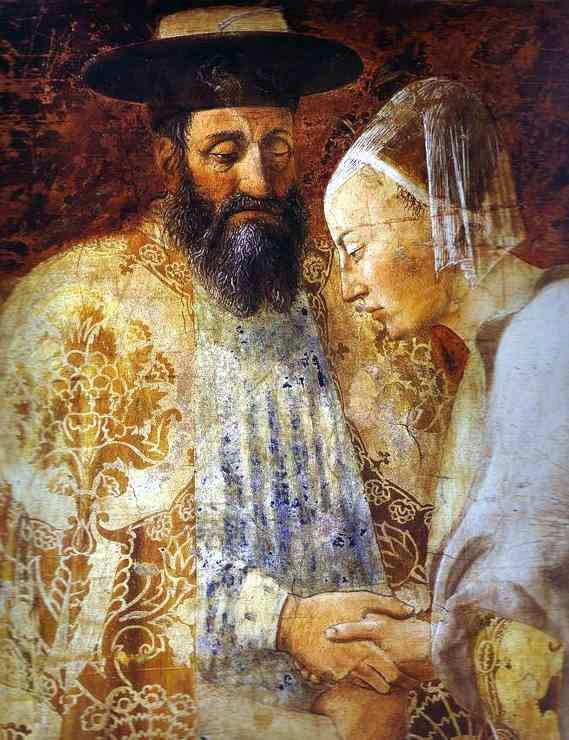
ソロモン王とシバの女王
エチオピア連邦民主共和国の国旗
エチオピア連邦民主共和国の国章

## アクスム王国

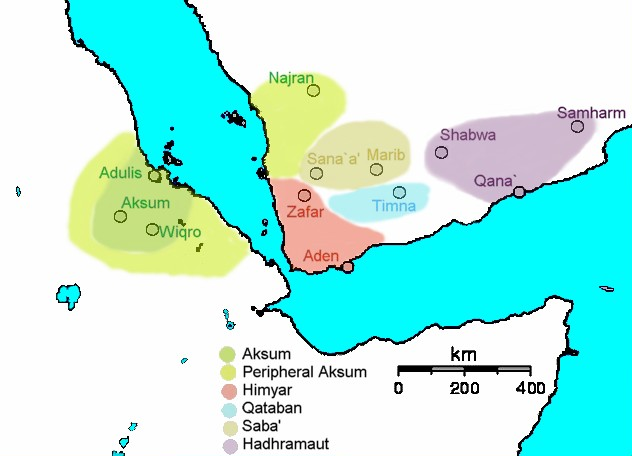
建国当初のアクスム王国

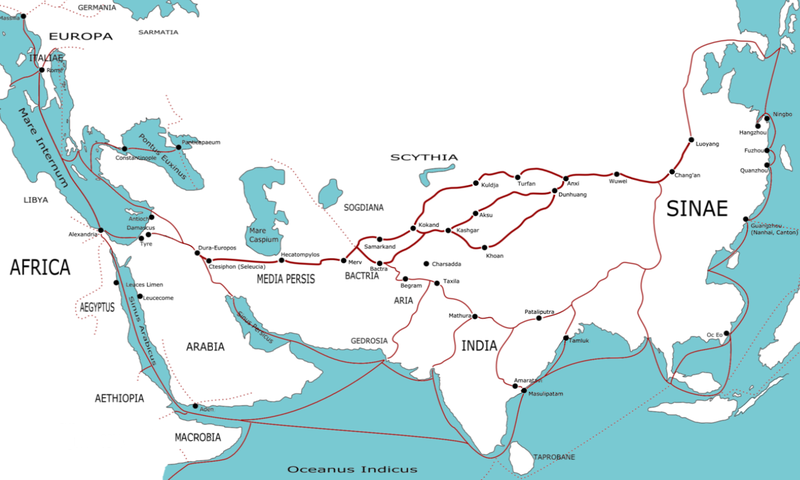
交易路

エチオピアに歴史上初めて国家として存在していたのがアクスム王国である。紀元前5世紀から1世紀にかけて、ティグレ地方に起こったアクスム王国は、アドゥリスの港を得て交易によって発展する。その交易相手はエジプト、ギリシア、アラブ、そしてインドであり、主に象牙、金、皮革、奴隷を輸出し、代わりに銅、鉄、銀細工の宝石、ガラス製品、上質の武器を輸入した。これらの富はアドゥリスから内陸に300km入ったところに存在する首都アクスムに運びこまれ、アクスムの長い繁栄の礎となった。この時期、ローマ帝国の力が紅海に及ばなくなったことがアクスムの隆盛を助けた。アクスムはローマの硬貨を真似た金貨、銀貨、銅貨からなる独自の硬貨を持ち、活発な交易の基礎とした。また、アトバラ川の水運を通じてクシュ王国とも交易をした。
アクスム王国が最盛期を迎えたのは、クシュ王国を滅ぼしてスーダン北部からアラビア半島南部まで領土を広げた350年頃とされている。アクスムの王エザナは327年に石碑を建てたが、その碑文には「アクスムの王、ヒムヤル（イエメン）の王、ライダンの王、サバの王、ベジャの王エザナ」という文言が、これまた支配地域の広がりを示すようにゲエズ語、サバ語、ギリシア語で掘り込まれていた。

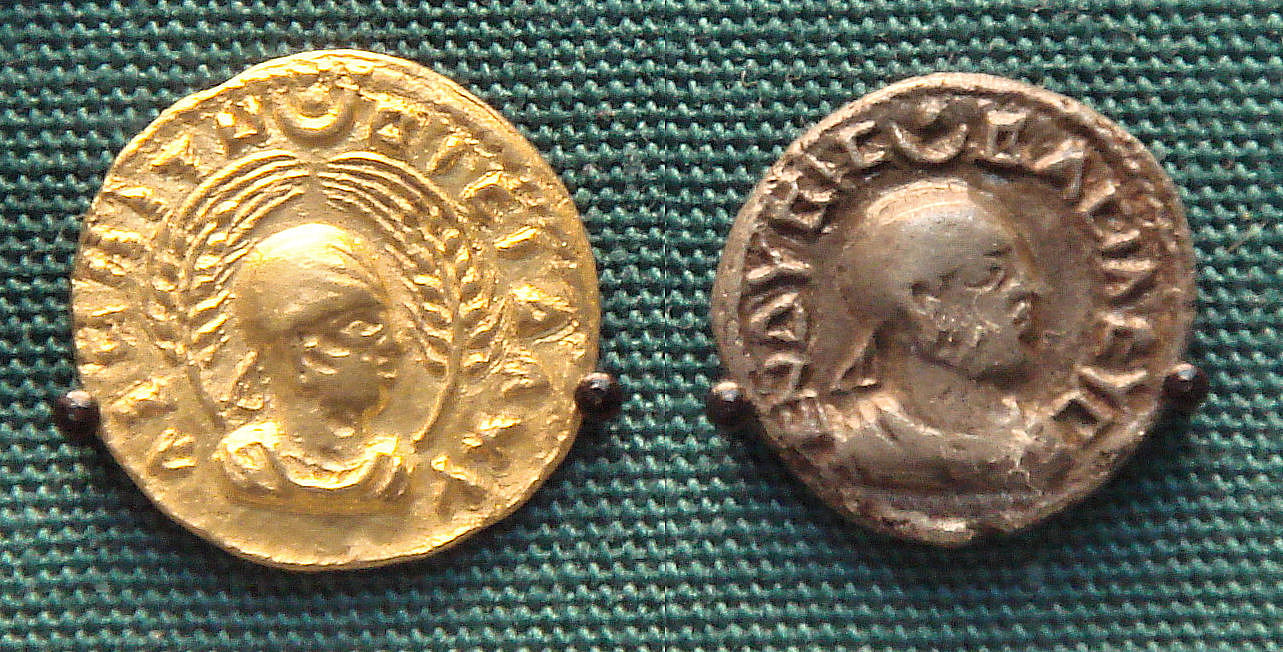
アクスムの硬貨
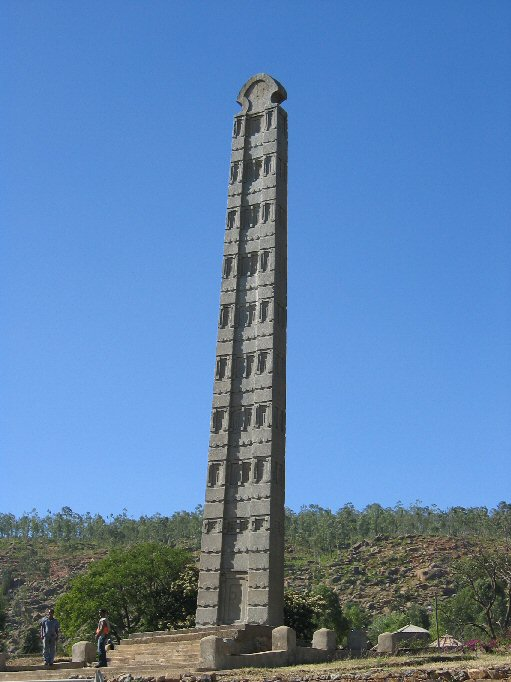
ステッレ(オベリスク)

### キリスト教への改宗
アクスムの最大版図を確立したエザナだったが、320年頃にキリスト教へ改宗している。ローマ皇帝コンスタンティヌス1世がキリスト教を公認したミラノ勅令は313年であり、相当に早いキリスト教の受容だった。アクスムは、当時アラビア世界に進出したことでサーサーン朝ペルシアが敵対国となっており、それに対抗するためにキリスト教をビザンティン経由で受け入れていた。アクスム王国で布教されたキリスト教は、東方教会系の非カルケドン派に属していたが、エジプトのコプト正教会の影響を受けたために独自のエチオピア正教ともいうべきものだった。だが、6世紀に入るとユダヤ教が息を吹き返してキリスト教は迫害されるなど、王国の時期によって中心となった宗教は異なる。9世紀の女帝ヨディドの代になって、ようやくエチオピア正教はユダヤ教を追い落とすことに成功する。

### 衰退
最大版図を築いたアクスム王国だが、征服王朝となったことで各地での反乱に手を焼くことになる。特にクシュを滅ぼしたことで、クシュの系譜にあるベジャ人は反発を強め、543年にキリスト教国のヌビア文明を打ちたて、アクスムと明確に敵対した。この問題は長くアクスムによる統治に影を落とした。だが、なによりもアクスムの凋落を決定付けたのはイエメンの領土の喪失であった。585年、サーサーン朝ペルシアのホスロー1世がイエメンに遠征軍を差し向けてくると、アクスムは壊滅的な損害とともにイエメンの支配権を失う。サーサーン朝は651年に滅亡するが、代わってイスラム教徒がイエメンと紅海交易に乗り込み、アクスムから交易の主役の地位を奪っていった。アクスムはそれでも政治的にはイスラム勢力と表立って敵対することはなく、軍事衝突もなく大国として300年以上君臨していたが、広大だが支配の及ばない領土と、イスラム商人の席巻によってアクスムは次第に衰えていった。
特にアクスムの国威が貶められたのは975年の後継者問題だった。アクスムの国王Degna Djanは二人の息子'Anbasa WedemとDil Na'odのどちらに後を継がせるか迷い、エジプトから二人のコプト正教会の司祭を招いたが、二人とも別々の息子を選んだ。このため、後継者争いが起こり、アクスムはキリスト教を再び中心に据えた上で、敵対していたヌビア王朝へ同じキリスト教国として救援を求めるしかなかった。一方でその内紛はエチオピア北部でのイスラム勢力の伸張を招き、以後、約100年以上に渡ってアスクム周辺以外の統治能力を喪失する。一方、南のラスタ地方のアガウ族の集団は北へと勢力を拡大し続け、1137年にアクスム王国を滅ぼしてザグウェ朝を打ち立てるに至った。

## ザグウェ朝
1137年にサグウェ朝を成立したマラ・テクレ・ハイマノート王は、アクスムよりも南方300kmに位置するラスタ地区を本拠地とし、その地区のロハに首都を定めた。ザグウェ朝の支配領域はファーティマ朝の伸張と、自らがエチオピア高地に拠っていたことからアクスム王朝に比べて南方に移動していた。ザグウェ王朝は紅海を支配するファーティマ朝と交易を行い、その利益が繁栄の源となった。一方、ザグウェ王朝はキリスト教への熱心な奉仕者であり、1177年には教皇アレクサンデル3世から手紙が届けられるに至った。その手紙のやり取りはインノケンティウス4世から100年以上に渡って継続的に続けられ、その結果ドミニコ派の修道士がエチオピアに派遣するなどの交流を生んだ。また、最初のインノケンティウス4世の手紙の宛名が「プレスター・ジョン」宛てとなっていたことで、これが後にエチオピア=プレスター・ジョン説の噂の出所となる。
こうして時の教皇に伝わるほど共通してキリスト教を擁護してきたザグウェ王朝の歴代の国王だったが、その中でも熱心だった王ゲブレ・マスケル・ラリベラはラリベラの岩窟教会群を建設した。それは2万人以上を動員し、24年の歳月を費やして丘陵をくりぬいた11の教会群によって構成された地下寺院だった。また、ラリベラは聖地エルサレムにも巡礼を行っており、甥のナアクエト・ラアブの巡礼とともに、エチオピアのキリスト教徒の存在を強く印象付けた。そのため、バチカン図書館にはゲエズ語で書かれたラリベラ伝が収められている。
キリスト教を軸に独自の建築美術を築き上げたザグウェ王朝だったが、国力はアムハラ人ら有力部族が独立の傾向を見せる11世紀から衰え始める。ザグウェ王朝はアガウ族によって打ち立てられた王朝だが、周囲にはより大規模なアムリク人などが存在しており、その協調の綻びがそのまま国家の危機となった。ザグウェ王朝滅亡の直接のきっかけは王位継承を巡る内紛であり、これに乗じて王朝南端のショア（ショワ）と周辺地域のアムリク人らが相次いでザグウェを攻め、ついに1268年、ザグウェ王朝は滅亡した。

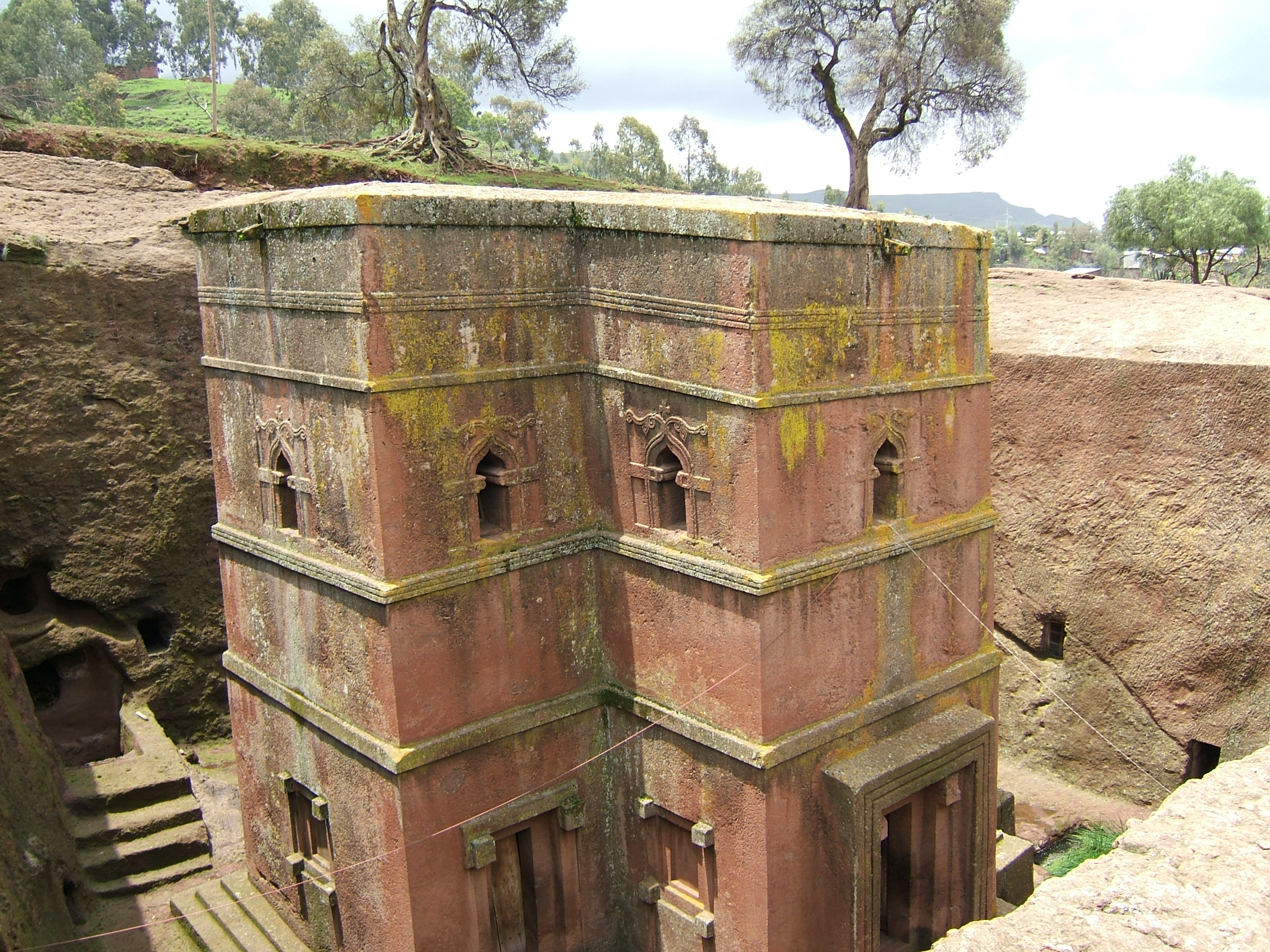
ラリベラの聖堂近景
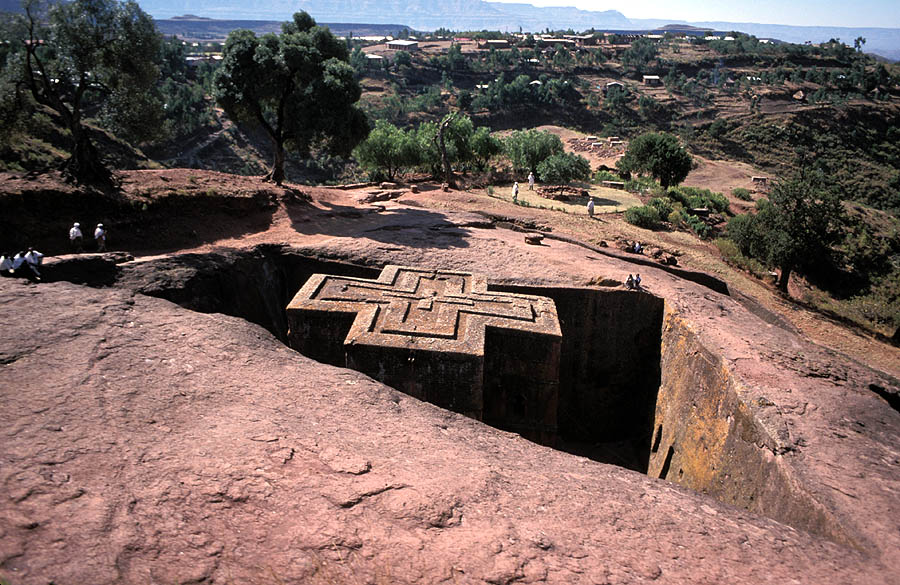
ラリベラの聖堂遠景

## エチオピア帝国の成立

### 成立の過程
ショア出身のアムリク人イクノ・アムラクは1268年に起こした反乱の結果、1270年に新たな王国を建設する。イクノ・アムラクは支配の正統性をメネリク1世に求め、その直系の子孫であるイクノ・アムラクの起こした王朝を復興ソロモン王朝とした。そのため、先のザグウェ朝をソロモン王朝への簒奪者と位置づけるとともに、自らの系譜を「930年までにソロモン王朝の一族がことごとく抹殺された中で、唯一ショアに逃れたデイナオド」の子孫とした。また、新たな国の首都をショアへ移し、ショア出身の王は「諸王の王（ネグサ・ナガスト、皇帝）」を名乗るようになる。
イクノ・アムラクの建国と正当性の樹立には、ショアとアムリクのキリスト教徒が大きな役割を果たした。テクレ・ハイマノートとキリスト教徒に寄進された領土は全体の3分の1に及んだ。イクノ・ラムラクの没後は後継争いの後、末子のウェデム・アラド、次いでその子のアムダ・セヨン1世が後を継ぐ。アムダ・セヨン1世はエチオピア南部を根拠地を築いていたイスラム勢力へ軍事力を行使し、退けることで国内外の基礎を固めた。また、イクノ・アムラクが編纂を命じた年代記「ケブレ・ネガスト」はこの時期に完成している。
1382年に皇帝となったダウィト1世はエチオピア高原東部のワラスマ王朝イファト・スルタン国に幾度も攻め入り、1402年にはスルタンを戦死させるなどの軍功を上げた。しかし、紅海沿岸のアダルを中心としたイスラム諸国（アダルの他にハデヤ、ファティガル、ドアロ、バリ）の抵抗は激しく、ダウィトの息子であるテオドロス1世、その後を継いだイシャク1世と、エチオピアの皇帝はアダルとの交戦中に相次いで殺害されてしまう。この長く続いたイスラム諸国との戦いに決着をつけたのは、皇帝ザラ・ヤコブだった。ザラ・ヤコブはエジプトに妨害されていたヨーロッパからの火器購入を紅海に進出することで果たし、軍事的にも1445年のダワロの戦いにおいてアダルらの軍勢を壊滅させた。ザラ・ヤコブはアダルに朝貢を課したが、スルタン制度は温存してアダルを属国として存続させる。また、ザラ・ヤコブは海への出入り口を確実なものとするためエリトリアへ侵攻し、これを支配した。
内政においては、地方にラスと呼ばれる諸侯を配置し、エチオピアに封建制度を構築する。このためエチオピア帝国の内外に安定し、皇帝は名実ともにネグサ・ネガスト（諸王の王）となった。ザラ・ヤコブの子のバエダ・マリアム1世は軍事的な野心を示さなかったが、そのためにエジプトのマムルーク朝には友好的な接近を図り、全盛期のマムルーク朝との激突を回避することができた。

### グラン戦争

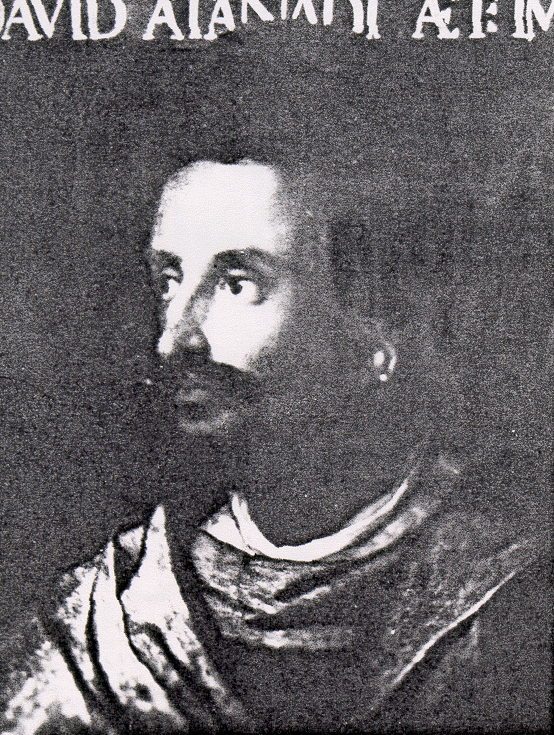
エチオピア皇帝ダウィト2世

イスラム諸国の中にあるとされるプレスター・ジョンの伝説は、1487年のバルトロメウ・ディアスの航海の目的の一つとなるほどポルトガルの人々を魅了していたが、大航海時代が下るに従って一旦は熱が冷めた状態となっていた。だが、ペルシア湾やインド洋のイスラム商人と競争相手として対峙するようになると、イスラム諸国の中でのキリスト教国の存在は同盟相手として注目を集めるようになっていた。その中でエチオピアに特に関心を寄せたのはポルトガルであった。書簡から始まったやりとりは、やがてはポルトガル艦隊のエチオピアへの寄航の許可へと繋がっていく。
だが、エチオピアの北にはトルコ艦隊の停泊するスエズがあり、寄港地の提供は明白な敵対行為と見なされたためにイスラム諸国との間で緊張が高まった。1525年前後になるとついにオスマン帝国が動き、後押しされる形でアダルの軍人アフメド・イブラヒム・ガジ（通称、左利きを意味する「グラン」）を指揮官に抱いたイスラム軍がエチオピアに攻め込んでくる。この突如として出現したイスラム軍に対してエチオピアの皇帝ダウィト2世（生名レブナ・デンゲル）は11歳と幼く、領土を蹂躙するガジの軍勢に対して無力だった。デンゲルはポルトガルに援軍を依頼し、自らは修道院に逃げ込む。潜伏先でデンゲルは再起を図ったが、存命中に願いは果たされることなく、その修道院は彼の終の棲家となった。皇帝のこの境遇とその果ては研究者に強い印象を残し、この時期はエチオピア帝国の「暗黒時代」と呼ばれている。一方、ガジの動きによって属国からの独立を目指していたアダルだったが、スルタンのアブンが暗殺されるとその混乱に乗じたガジとオスマン帝国軍によって征服される。ガジはこの地でイスラムの純化活動を行い、自らの戦争を聖戦（ジハード）と称した。
1535年、聖職者を通じてエチオピアはポルトガルに対して援軍を要請する。これに対するポルトガルの対応は緩慢で、ヴァスコ・ダ・ガマの息子のクリストヴァン・ガマを含む数百人の援軍がエチオピアに到着したのは1541年であり、既に救援を求めた皇帝ダウィト2世は死去していた。1542年4月、ポルトガル遠征軍と後継のエチオピア皇帝ガローデオスの軍勢はイスラム軍と交戦して、この初戦は勝利を収める。しかし、8月のウォフラの戦いでは兵力差、特に騎兵の差が露わとなってポルトガル軍は敗北した。ガマの息子も、この戦いで捕らわれて斬首された。敗戦による痛手を負ったポルトガル軍だったが、イスラム軍の追撃を免れることはできたために再編成して陣容を立て直すことには成功する。1543年、再びポルトガル遠征軍は皇帝ガローデオスとともにタナ湖付近でイスラム軍と交戦した。この戦いにおいて、ポルトガル遠征軍がイスラム先鋒のオスマン帝国の火縄銃部隊を壊滅させると、綻びをみせたイスラム軍にガローデオスの軍が死に物狂いの攻勢をしかけ、遂には指揮官のガジを戦死させた。
ガジの死によってイスラム軍は崩壊し、ソロモン朝はようやくイスラム教徒の領有から解放された。エチオピアの属国から反乱に組したアダルも、1559年に南部から移動してきたオロモ人の襲撃を受けて衰退が決定的となる。その代わりにエチオピアは、遊牧によって衝突を起こすオロモ人と、分離独立傾向のあるティグレ人という二つの社会不安を抱えることになった。また、外部のイスラム教徒との諍いはこれで解決したわけではなく、以後も周辺のスルタンの侵略は度々発生する。その結果、ガローデオスを始めとするその後継たちは、度々イスラム軍との戦闘によって命を落とした。これはポルトガルがエチオピアを「反イスラム同盟」の先鋒とする戦略のためであり、1632年に即位したファシラダスの不信を招く。また、即位の経緯にはポルトガルの布教したカトリックとエチオピア正教との対立による政情不安があり、首都をゴンダルに移すとともに鎖国政策を実施し、安定を取り戻したエチオピア帝国は繁栄の円熟期を迎えることになる。

## 諸公侯時代

### ラス（諸侯）の反乱

エチオピアの旧州（1942年-1993年）

18世紀の前半、北部のティグレ (Tigray) と西部のゴジャム (Gojjam) はアムハラ人との対立を深め、権力をめぐってしばしば内紛を起こした。特にラス（諸侯）として封じられた諸侯が実力を蓄えると、エチオピア帝国の支配層であるアムハラ-ショアに対して明確に反旗を翻した。その一部が首都ゴンダルへ向けて進軍すると、エチオピア皇帝イヨアス1世は祖母の皇太后メンテワブとの協議の上、ティグレ人の中でもトルコから大量の火器を購入して随一の軍事力を誇ったミカエル・セフルに救援を求める。当時、エチオピア最大規模のマスケット銃部隊を持つゼフルはこれを受け、ゴンダルへ軍勢を率いて入った。だが、ゼフルの目論みは簒奪にあり、1769年にイヨアス、メンテワブを殺して最高権力者に名乗りをあげる。諸侯であるラスが王の中の王を殺害して君臨したこの象徴的な事件は、「諸公侯時代（ザマナ・マサフェン、ラス達の時代、審判の時代）」と呼ばれる戦国時代の嚆矢となった。

### ヤジュ朝
ゼフルは傀儡としてヨハンネス2世を立てるが、軍務を嫌うヨハンネス2世が隠棲を申し出ると、僅か半年で毒殺してテクレ・ハイマノット2世を代わりに擁立した。絶大な権力を握ったゼフルだったが、1780年に病没するとすぐさま次の簒奪者にとって代わられる。ウォロ州出身のアリ・グワングラはギヨルギス1世を支援して皇位に就けると、1784年にはギヨルギス1世を廃して自ら皇帝となった。グワングラはイスラム教徒であり、オロモ人のイスラム教徒が多数定住するヤジュを基盤としたことから、彼の政権はヤジュ朝と呼ばれている。こうしてイスラム教徒として皇帝となったグワングラだったが、すぐに少数派のイスラム教徒でゴンダルを支配することの無謀さに気づいた。グワングラはキリスト教に改宗することで柔軟に対応したが、結局は首都をゴンダルからデブレ・タボルへと移した。
ヤジュ朝の最盛期は1803年に即位したググサ・マルスによるもので、彼は帝国内で有力な存在であり独自傾向の強いティグレ人を警戒してその監視下に置いた。セブルの一族に代わってティグレの支配者となったウォルデ・セラシエは古くからのキリスト教徒であり、ヤジュ朝の政策を嫌うとともにソロモン王朝の復興を志向して沿岸部への進出を企図していた。しかし、一方では沿岸部への進出のためにイスラム教徒への懐柔を行っていた。その矛盾をググサは煽り、同時にティグレへの懐柔策を駆使してティグレ人の分断を狙った。ウォルデは逆に反オロモ人感情を利用して反オロモ勢力を結集しての包囲網を構築しようとするが、高齢だったウォルデはそれを果たせず死去した。ググサはこの機を逃さず、反オロモの諸侯へ政略結婚や当主の交代を推し進めてエチオピア北部の安定を成し遂げた。しかし、ググサの死去によって重しが取れると、かつてのミカエル・ゼフルの一族と、ウォルデ・セラシエの一族との間でのティグレの主導権争いが加熱する。ティグレの内紛の勝者は、ウォルデの子のセバガデスだったが、この機に介入を狙ってヤジュ朝の軍が行動を起こし、ダブラ・アベイでセバガデスと交戦した。その結果は、最高指揮官であるセバガデスとググサの息子である皇帝の双方が戦死するという甚大な被害をもたらしただけだった。
ヤジュ王朝は皇后メネンが息子のアリ2世を即位させて立て直しを図るが、ティグレは空白区となって隣接するセミエンに従属した。これにより、セミエン-ティグレの支配者となったウーベ・ハイラ・マリアムは、ティグレを反オロモ勢力という共通点でまとめて北部エチオピア最大の実力者となった。しかし、同時期にエチオピア中部においてそれ以上の隆盛をみせたのがショア (Shewa) だった。サフレ・セラシエが1840年までに全域を統一したショアは、サフレ自身の外国との交流を好む性格もあって、イギリス、イタリア、フランスといったヨーロッパからの客人を多く招くことになる。サフレは熱心なエチオピア正教の信者であったためソロモン王朝の復活を大義とし、そのために南方へ領土の拡大に乗り出した。また、武器弾薬を得る手段として奴隷交易を押し進める。ショワは小型の大砲などを入手し、代価として年間3,000人から4,000人の奴隷を輸出することで、北部エチオピア諸侯を上回る資金と軍備を手に入れていた。また、サフレの孫のサハレ・マリアムは後のメネリク2世となる。

## エチオピア帝国の復興

### テオドロス2世

#### カッサ・ハイル時代

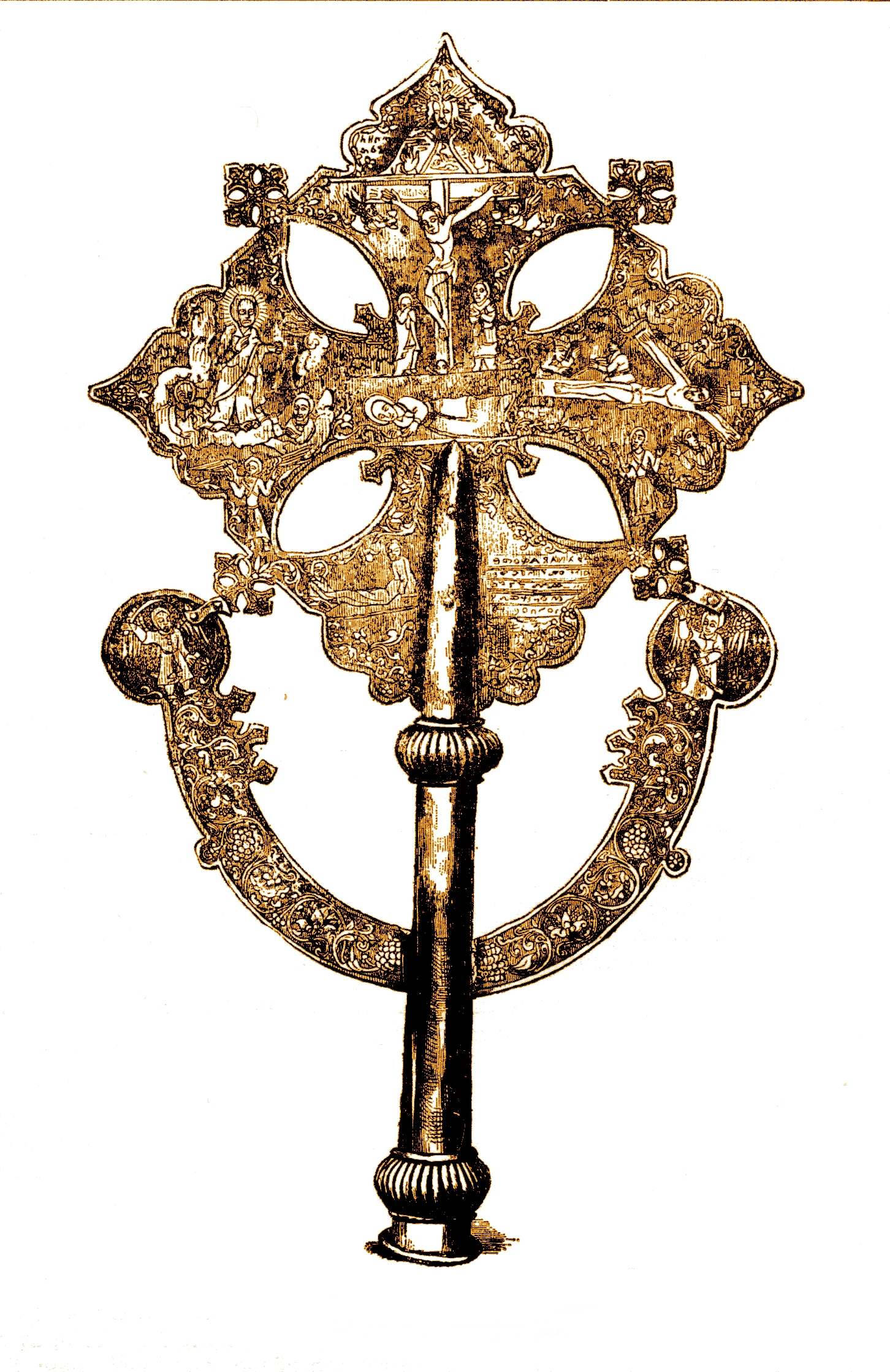
テオドロス2世の十字架

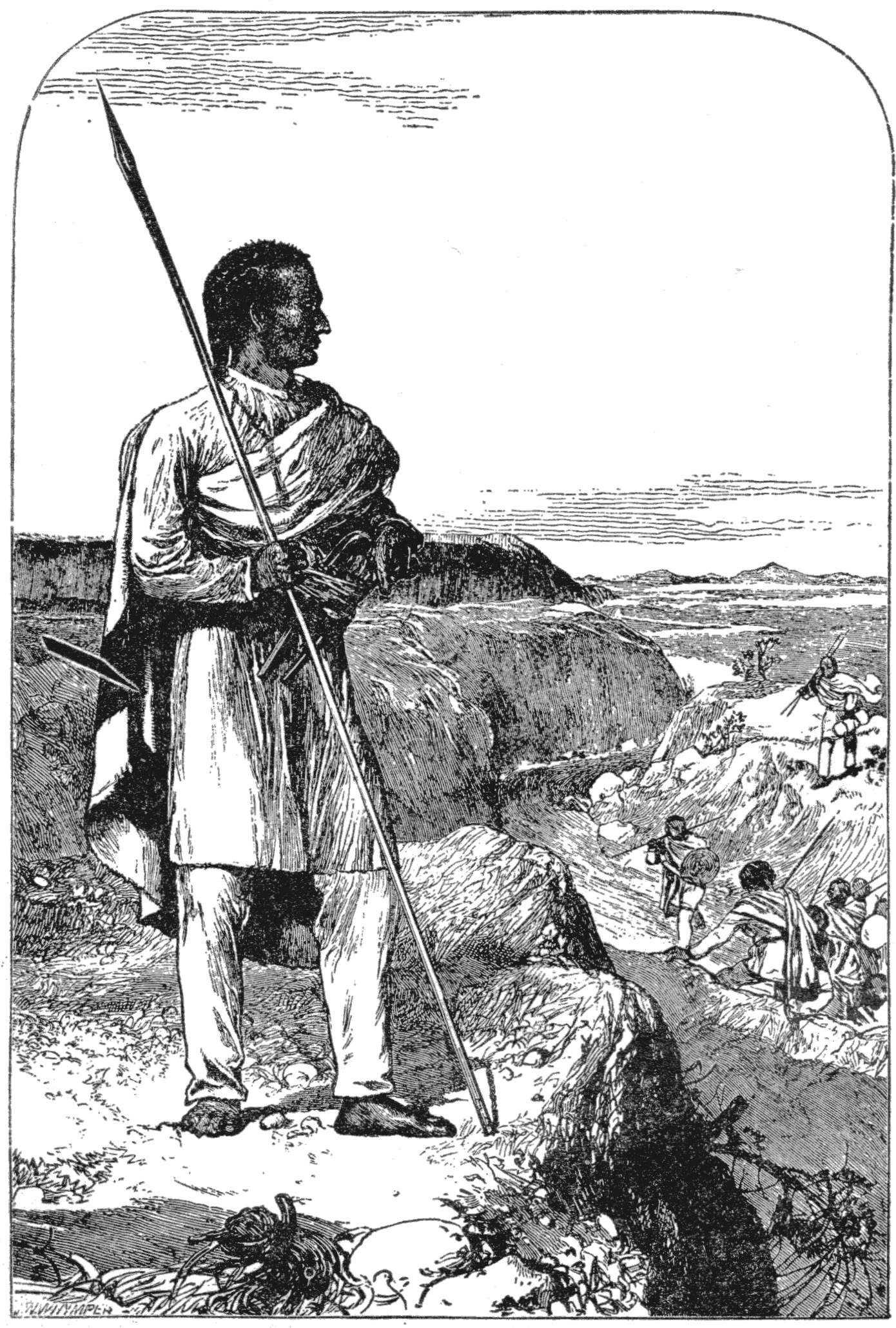
テオドロス2世

後のテオドロス2世となるカッサ・ハイルは、タナ湖の西北部に位置するクワラ地区の長の子として生まれた。身分としては下級貴族ではあったが、その血筋を遡ればソロモン王朝に繋がると周囲にみられていた。だが、カッサは少年期に父を亡くし、親族によって財産を奪われた上に修道院に入れられてしまう。体よく追い払われたカッサだったが、法律、歴史、宗教を学んで自らの血筋の活用を見つけるとともに、長じるに従って射撃や剣伎でも才能を見せるようになっていた。
1839年には死去した異母兄から兵力を相続し、17歳の若さでタナ湖からスーダン国境にかけてゲリラ戦を展開し、その徹底した略奪ぶりは交易商から恐れられていた。だが、カッサが単なる強盗集団に留まらなかった。活動の大儀として「クワラに勢力を伸ばす皇帝アリ2世と、それを実質的に動かす母のメネン皇后に対する抵抗」を掲げたことと、略奪したものをクワラの農民に分け与えて義賊として支持を得たことで、カッサはこの地方に基盤を築き上げることに成功した。1845年になるとメネン皇后が折れ、クワラの長として追認するとともに皇帝の娘をカッサに与えた。この背景として、エチオピア北部を支配しようとするゴジャムのビルル、ティグレのウーベとの対立があり、カッサにはその支援が期待されていた。だが、皇后とその夫が率いる軍勢がティグレのウーベを攻撃している最中、カッサはクワラ北東のデンビアを抑え、さらにアムリク人の本拠ゴンダルの占拠に至る。これに対し、皇后の率いる軍はティグレ軍を退却に追い込んですぐに反転し、ゴンダルの奪回に挑んだが、カッサはその動きをも利用してメネン皇后とその夫を捕虜とした。
皇后らの身柄は、アリ2世の交渉によって返還されたが、その代償として占領地の追認とデジャズマッチ（伯爵位、行政副長官）の称号をカッサに与えねばならなかった。以後の5年間は平穏な時期として、アリ2世とカッサは友好関係を維持し続けたが、カッサにとってはヤジュ朝を完全に葬り去るための準備の期間に過ぎなかった。カッサは再度反乱を起こすと18ヶ月間に及ぶ戦闘に全て勝利し、1853年6月29日にアイシャルの戦いを行ってアリ2世の軍隊を事実上崩壊させた。ティグレの有力者ウーベも、その一連の戦闘でアリ2世の味方をして打ち破られてカッサに従属したため、エチオピアの歴史においては、この日をもって「諸公侯時代」が終焉を迎えたとされている。ゴジャムのビルルとの戦闘も1854年にはビルルを捕らえることで決着し、その功績をもってエチオピア正教会から同年9月、「諸王の王」の称号を認められた。これはソロモン王朝の復活を意味している。

#### テオドロス2世時代
ティグレのウーベはカッサに従属していたが、ドイツを通じて領内に「諸王の王」即位のための教会を建設するなど、内心の野心は服従からの脱却を求めていた。だが、その動きはカッサの監視によって見抜かれ、カッサはいち早くウーベの本拠地のセミエンに攻め込んでこれを占有する。ウーベはティグレで編成した軍を率いて西進してくるが、カッサの迎撃によって粉砕された。こうして完全にエチオピア高地の支配者となったカッサは、1855年に諸王の王となる聖油式を行って正式な皇帝となる。皇帝となったカッサは、テオドロス2世を名乗った。テオドロス1世は伝説上ではイスラムを倒し、腐敗、飢餓といった国家の災厄を一掃した名君と信じられており、そのためにカッサはテオドロスの名を求めた。また、「天啓書」ではテオドロスという名前について、「苦難から民衆を救う救世主的な王」とされており、それはカッサの求める理想の王の姿そのものだった。テオドロス2世となったカッサは戴冠式で「過去のエチオピア帝国の領土を全て奪還し、王の権威に全てを集めて支配する」ことを誓い、即位後ただちにウォロ (Wello) を攻めてマグダラの要塞を落とすと、その地を首都とした。続いてショワへも軍を派遣し、後のメネリク2世となるサハレ・マリアムを捕らえる戦果を挙げて支配下に置き、エチオピア帝国は旧領を取り戻すことにほぼ成功する。

#### スエズ運河とアビシニア出兵

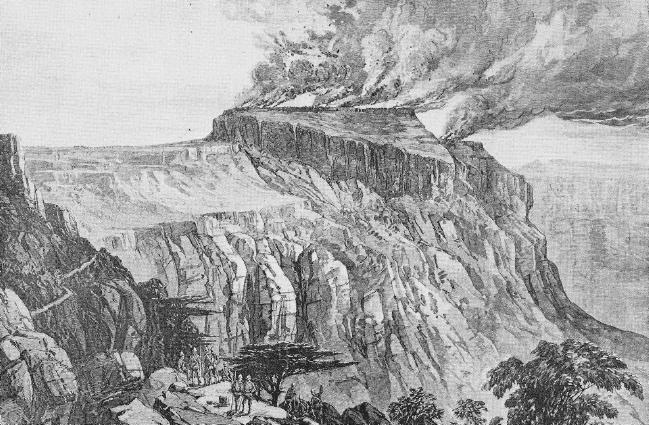
燃え上がるマグダラの要塞

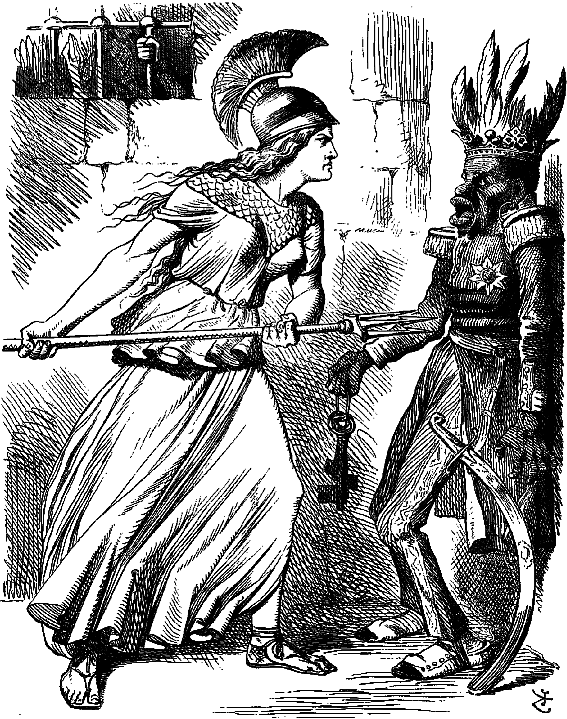
イギリスが捕虜の解放を迫る風刺画

テオドロス2世は中央集権化しての近代化されたエチオピア国家を目標に、ラス（諸侯）の力を削ぐために世襲を禁じ、皇帝による任命制とした。さらには常備軍を創設して軍隊の質の向上と、軍事力の集中を目指し、道路などのインフラの整備にも力を注いだ。しかし、これらの政策は諸侯のみならず帝室内部からも強い反発を招き、中央集権化ではなく、結束の弱体化に繋がった。また、テオドロスはこれらの苦境を乗り切り、先進の知識を導入するため海外からの支援をイギリスなどに頼んだが、テオドロスの対イスラムを主軸にした外交は、既にオスマン帝国の弱体化によってヨーロッパの興味を引くものではなくなっていた。むしろ、イギリスの興味は1869年の開業を控えたスエズ運河と、その権益上抑えておかなければならないアフリカの角にあり、この地域へのフランス、イタリアの干渉に注意を払っていた。
テオドロス2世は改革の行き詰まりに焦りを覚え、幾度もイギリスに向けて国書を送るが全て無視されて、遂にイギリスへの強硬策に出る。エチオピアに在留していた13人のイギリス人を捕らえ、軟禁状態に置いたのだった。これに対するイギリスの返答は、数千人規模のインド兵、44頭の象、大砲を輸送しての1868年のエチオピアへの大攻勢だった。イギリスの大動員は、アフリカ東部に対してどれだけの兵力を投入できるかという西欧各国に対するデモンストレーションの意味合いが強く、その対象となったテオドロス2世は対抗するための兵力を揃えることはできなかった。これは、改革が諸侯の不評を買ったためであり、ティグレの勢力もイギリス軍に味方した。結果、テオドロスはマグダラの戦いにおいて、イギリス軍の死者2人に対し、死者800人という一方的な敗北を喫する。その敗戦を知ったテオドロス2世は、マグダラの陥落が免れ得ないものと悟ると、1868年4月13日、自ら死を選んだ。エチオピア皇帝を自死に追い込んだイギリス軍は、当初の目的通りに捕虜を解放すると、戦後の混乱を避けるために全軍を引き上げた。テオドロス2世亡き後のエチオピアには、ティグレのカッサ（テオドロス2世と同名）と、捕虜となりながらもテオドロス2世に気に入られて教育を受けたショワ王メネリク2世が残されており、有力者2人の後継者争いが起こることは予測できることだった。イギリス政府は外交官のスタンレーを通じ「テオドロスが去った後のアビシニア（エチオピア）の将来には関わらないし、たとえ内乱に陥っても関係のないこと」と以後のエチオピアへの関わりを放棄した。

### メネリク2世

#### メネリクの挫折

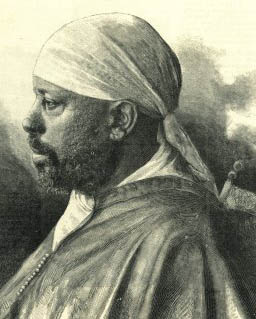
メネリク2世
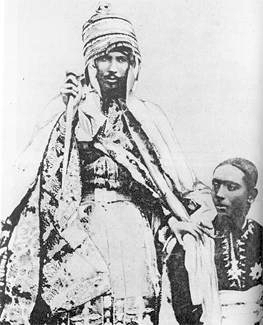
ヨハンネス4世（英語版）
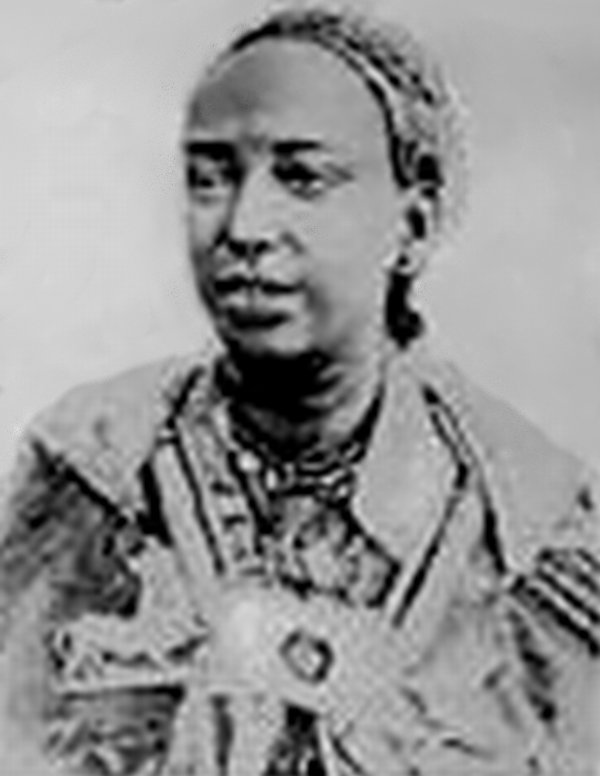
タイトゥ（英語版）

テオドロス2世の死後、皇帝となったのはギヨルギス2世だったが、これはワグ地区の長が混乱に乗じてゴンダルを占領した際に自称したもので、正式な皇帝ではなかった。当時の実力者として挙げられる2人、ティグレの諸侯カッサとショア王のメネリク2世のうち、ギヨルギス2世の籠るゴンダルへ近い位置にいたのはカッサだった。カッサは12,000人の兵をもってギヨルギス2世の率いる60,000人の軍勢に戦闘をしかけ、アッサムの地でこれを打ち破った。カッサはこの戦いで24,000人もの捕虜を得、またギヨルギス2世をも捕らえることに成功する。これにより、カッサに皇帝となる道が拓け、聖油式によってネグサ・ナガスト（諸王の王）に君臨するとともに、自らの名をヨハンネス4世と改めた。出遅れたメネリク2世は、このヨハンネス4世の即位に対して消極的な反対を行った。すなわち、承認の拒否だった。メネリク2世はより積極的な妨害のためにエジプトをけしかけようとしたが、ヨハンネス4世はエジプト国境に軍を配備して隙を作らず、メネリク2世の狙いは防がれた。代わって、メネリク2世が次に接近したのは、東アフリカへ進出の気配を見せていたイタリアだった。メネリクは友好関係を築き、近代兵器の購入に繋げようとした。しかし、1878年になるとヨハンネス4世の勢力が拡大するとともに、圧迫を受けたメネリク2世のショアに内乱が発生する。しかも、その首班として担ぎ出されたのはメネリク2世の妻であった。メネリク2世はしばらくその対処に追われることになる。また、周辺地域も混乱するショアに背を向け、ウォロなどがヨハンネス支持に鞍替えする。一方、ヨハンネス4世はこの時期は食糧難に苦しんでおり、食料豊富なショアの反乱は、まさに渡りに船であった。1878年1月、ヨハンネス4世がショアに軍を進めると、応戦の準備すらできないメネリクは和平を望んだ。それに対し、ヨハンネスの要求は「奴隷500人、牛5万頭、馬1,000頭の貢物と、メネリクを上半身裸にした上で罪人の首枷をつけて謝罪させる」というものだった。メネリクは憤慨し戦闘の準備を急ぐが、膝もとであるショアの評議会は一方的に和平を決定し、メネリクもそれに従ってワダラ条約（英語: Treaty of Wadara）を締結した。ワダラ条約とはメネリクがヨハンネス4世を承認することと、ショア王であるメネリクが「諸王の王」への名乗りを放棄することと、同時に双方の勢力圏を定める条約であり、これによりメネリクはショアとウォロとガラ地方（英語: Galla-land。オロモ及びオガデン）の領有は認められ、ヨハンネス4世はティグレ、アムハラ、ゴジャム地方といったエチオピア北部を支配し、テオドロス2世の築き上げたエチオピア帝国は二分される形となった。このとき、ショアの王都がLicheからDebre Berhanへ遷都された。
一方、この時期の1883年にはイタリアが東アフリカにおける植民地を欲し、エリトリアの植民地化を宣言している。これはエリトリアと接するティグレの支配者、ヨハンネスにとって脅威となり、ヨハンネスはイタリアの動きを警戒した。イタリアはヨハンネスに代わってメネリクと友好関係を結び、イギリスもアフリカの角周辺にフランスが入るよりもイタリアが入った方が与しやすい ためにこれを黙認した。メネリクとイタリアは1883年5月に独自の通商・友好条約を締結し、武器取引は一層拡大する。イタリア政府にはメネリクを傀儡として、エリトリアのみならずエチオピアを植民地とする思惑があり、逆にメネリクもそれを利用した。

#### エリトリア戦争

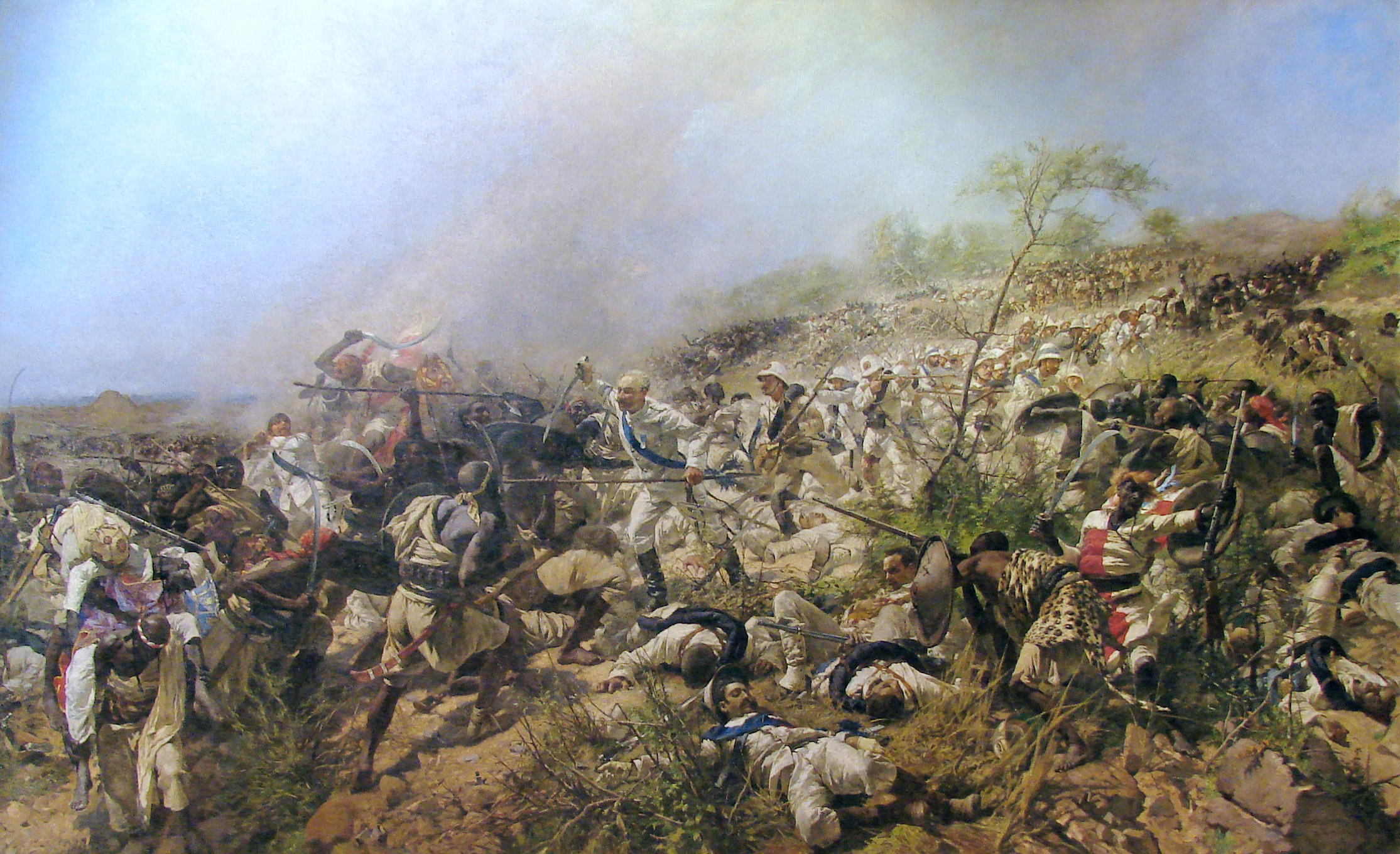
ドガリの戦い

1887年1月24日、ヨハンネスのエチオピア軍とイタリア軍が遂に衝突する（エリトリア戦争）。これはイタリアが1885年にマッサワを占領し、さらにはヨハンネスの支配するサハティに軍を送ったのが発端だった。ヨハンネスは交渉で解決する道を模索したが、イタリアは外交使節団を送りながらも返事を保留し、その間にイタリアの将軍ジュネーを動かしてヨハンネス領のワハーウィアを占領した。エチオピアの軍事と外交を一任されていた指揮官ラス・アルラはイタリア外交使節団に対し、ジュネーの撤退に同意するよう20,000人の兵力を背景に迫り、「さもなければサハティを攻略する」と最後通牒を突きつけた。イタリアはアルラに対して領土的野心をもっていないと釈明したものの、肝心のサハティからは軍を引くことはなかった。アルラは同年1月24日、総兵力のうち10,000人をサハティへ向ける。サハティには要塞が構築されており、イタリア軍は大砲と機関銃を備えて立てこもっていた。アルラは無理して攻撃をしかけず、これを素通りしてジュネー将軍のいるマッサワ方面へ向けて進み続ける。一方、イタリアのサハティ守備隊は大軍を前にして援軍を要請していた。その要請を受けて救援に動いたのは、イタリアのクリストフォリス隊540人だった。だが、マッサワとサハティの間に位置するドガリに到着してしばらくして、クリストフォリス隊はエチオピア軍に包囲されていることに気づく。10,000人の兵に囲まれて、クリストフォリス隊は逃げることすらできなくなっていた。こうして、クリストフォリス隊はアルラの迅速な包囲を前になす術もなく殲滅され、540人中450人が戦死するという惨憺たる被害を受けた（ドガリの戦い）。この一方的な敗戦を、イタリアは「ドガリの虐殺」と呼んでエチオピアを非難する。エチオピアの戦法を「卑怯極まりない」不意打ちと責め、「エチオピア人は残酷な野蛮人である」と決め付けて喧伝の材料とした。しかし、研究が進むにつれ、エチオピアの進軍先に何の警戒もなく入り込んだイタリア軍の軽率さと、エチオピアのアルラによる遭遇戦における適切な指揮が明らかとなる が、政治的にこの事件を利用しようとするイタリアの帝国主義者にとって、事実か否かは問題ではなかった。イタリア国内ではナショナリズムの高まりが生じ、エチオピアへの対抗としてエリトリアの兵力を20,000人と大幅に増員する。ヨハンネスも対抗して100,000人を号する大軍を動員し、両軍は危うい均衡の中で小康状態となる。この火種は、後のアドワの戦いへ向かう要因の一つとなった。

#### メネリクの即位
メネリク2世はこの時期、政略結婚によって足場を固めていた。ヨハンネス4世はカッファをメネリク2世に与える代わりに、ウォロの支配を東部と南部を地元の有力者に、北部をヨハンネスの息子のアラヤ・セラシエに譲らせた。カッファとウォロの交換ではメネリクの方が損な取引ではあったが、メネリクは自分の娘のザウディトゥをアラヤ・セラシエに嫁がせる付帯条件を重視した。また、メネリクは以前妻が反乱の旗頭となった経緯から離婚しており、新たな政略結婚の相手としてドガリでの功労者であるアルラの妹、タイトゥを妻に迎えた。タイトゥの一族は北部への影響力をもち、またタイトゥ自身も女傑というべき気性の持ち主であり、度々メネリク2世の暴走を抑えた。ヨハンネスとメネリクの関係は、これらの政略結婚を通じて友好的となる。また、西部のスーダンにイスラム教徒のマフディー国家（マフディスト・スーダン）が出現しており、聖戦を唱えてエチオピアへ侵攻していたが、これは両者にとって共通の敵であった。ヨハンネスはメネリクとの関係改善とイタリアとの小康状態を受けてマフディー軍へ攻勢を開始し、1889年には60,000人のマフディー軍が篭る基地を瞬く間に攻略していく。だが、その快進撃が続く最中の3月9日、メテムナの戦いでヨハンネスは致死の重傷を負ってしまう。ヨハンネスは臨終の際に義妹の子のマンガッシャを後継者に指名し、死亡する。マンガッシャは指揮官として実績がある人物だったが、メネリク2世はこの後継に真っ向から異議を唱えて自ら皇帝を名乗る。たちまち両者は後継者の座を巡って戦闘に突入し、イタリアの武器供給を受けたメネリク2世は圧勝して名実ともにエチオピア皇帝となった。マンガッシャはメネリク2世に服し、以後はその協力者となる。これにより、もはやメネリク2世の即位に異議を唱える勢力は消滅し、ようやく念願の皇帝へと上り詰めた。

#### 第一次エチオピア戦争

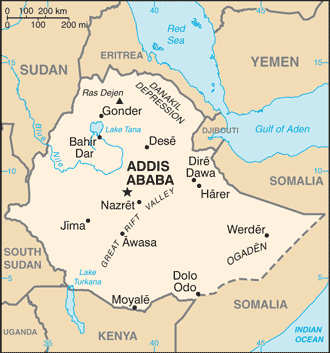
新首都アディスアベバの位置

イタリアは支援を続けたメネリク2世が即位したことを、エチオピアの保護国化の好機とみなした。1889年5月、イタリアはエチオピアとの地位を確認するウッチャリ条約を締結した。ウッチャリ条約はイタリア語とアムハラ語という双方の公用語を用いた条文が作成された。ただ、その17条の他国との交渉の部分についてはイタリア語版とアムリク語版では明らかな差異があった。アムリク語では「エチオピアはイタリア以外の国と交渉する際はイタリアを利用してもよい」という条文だったが、イタリア語では「エチオピアはイタリア以外の国と交渉する場合は、イタリアを利用することに同意した」となっていた。イタリア語の表現はエチオピアの外交権をイタリアに委ねるという、保護国化へ同意する内容となっていた。エチオピア側が条文の違いに気づいたのは翌年の1890年であり、諸外国の手紙がことごとくイタリアの許可を求めたためだった。メネリク2世と妻のタイトゥはすぐさまイタリアに抗議を申し入れる。イタリア側の全権大使アントネッリは「17条を過ちだと他国に通告することは、国の威信にかかわるためできない」と難色を示すが、交渉の表舞台に出たタイトゥは「同様にエチオピアの威信も尊重されるので、過ちであることはすでに各国に通知した」となし崩しの保護国化を行動で回避した。さらに5条で構成された新たな協定提案がイタリアからなされたが、その第3条が密かにイタリアの保護権を肯定するものだったため、「私は女であるため戦いを好みませんが、これを受け入れるくらいなら戦争を選ぶ」と強硬的な姿勢を見せてイタリアの文書の取り交わしのみで保護国化する目論見を突っぱねた。タイトゥはメネリク2世以上にティグレのエリートとして、領土を脅かすイタリアへの対抗意識をもっていた。また、妻と意見を同じくするメネリク2世も長年協力相手だったイタリアへの妥協を許さず、ついに1893年2月、ウッチャリ条約の破棄をイタリア国王ウンベルト1世に通告する。この強硬姿勢の裏には、チュニジアをめぐってイタリアと対立していたフランス、そしてそのフランスと同盟しているロシアといった勢力の支援があった。1892年に首都をアディスアベバ（「新しい花」の意）に移したメネリク2世は、1895年にエリトリアに攻め込み、撃退されてティグレへと逃れる。これが、第一次エチオピア戦争が始まりであった。

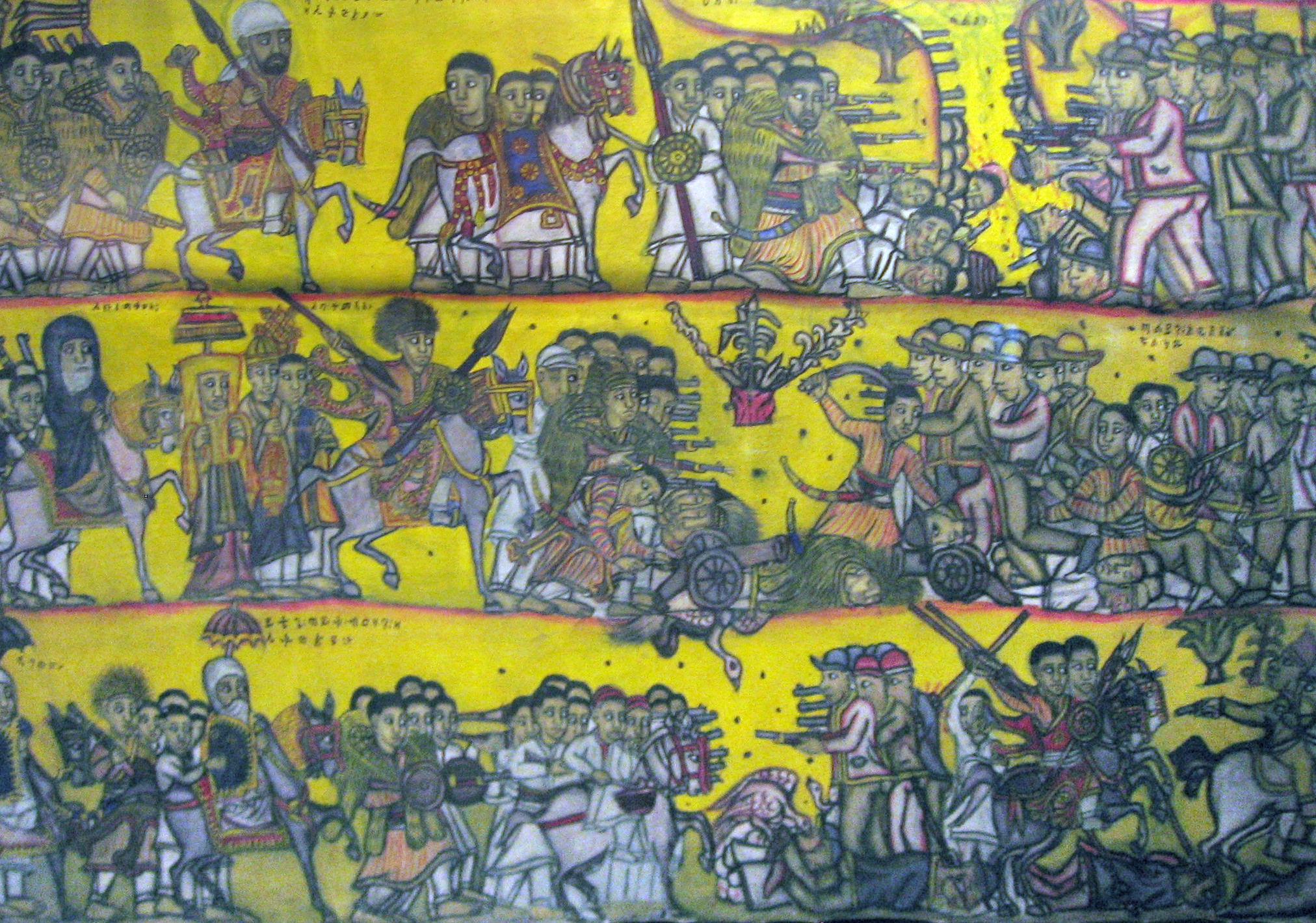
アドワの戦いのタペストリー

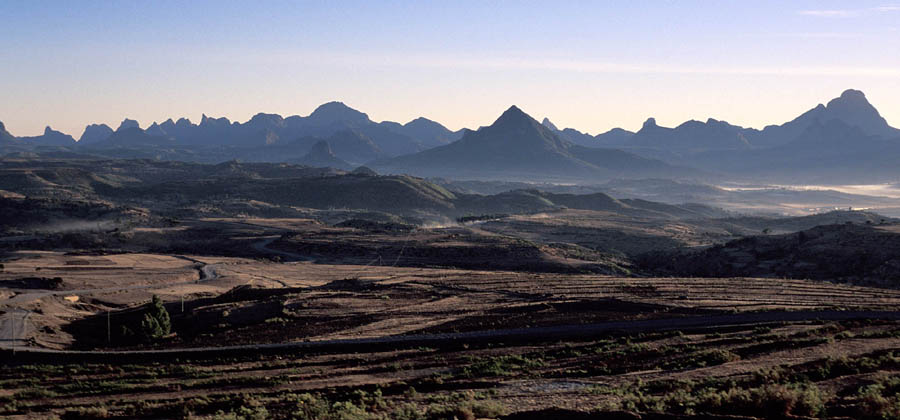
現在のアドワ

イタリア軍はドガリでの借りを返すべくエチオピア領内のティグレに攻め込むが、エチオピアはそれを待ち構えて逆襲し、イタリア軍を敗走させる。その戦い自体は小競り合いといえるものだったが、イタリアへ勝利したという情報は今まで静観を決めていた諸部族をメネリク2世側につかせた。これにより、テオドロス2世時代とは異なり、団結した状態で対イタリアにあたることになる。イタリア軍の総司令官バラティエリは敗北によって慎重となり、2万のイタリア軍をアドワ北のソリア高原に進出させたものの、補給の遅れから1か月間動けずにいた。その間、イタリア軍は一日150グラムの食料配給で飢えを凌ぐことを強いられ、次第に不満が高まっていく。将校も早期決着に繋がる強硬論を唱えるが、バラティエリは後続の援軍と補給を待つことを説き、イタリア軍の意見は二つに割れた。それでも何とか部下を抑えていたバラティエリだったが、1896年2月29日、「メネリク2世、病に倒れる」という情報がイタリア軍にもたらされると、バラティエリも深夜の出撃を決意する。バラティエリはイタリア軍を三隊に分け、21時にアドワに向けて進軍を始めた。一方、メネリク2世はコプト正教会の聖堂で、イタリア軍が偽情報を信じて動き出したと報告を受ける。3月1日、新型ライフルで武装する10万のエチオピア軍は行動を開始した。アドワの戦いにおいて、イタリア軍の三部隊は、本隊、アルベルトネ旅団、ダボルミダ旅団によって構成されており、それぞれ大砲と4,000丁以上の小火器を有する部隊であった。だが、地形に関する知識を軽視し、そのうえ夜中の行軍でもあったため、アルベルトネ旅団は行軍の目的地を見失ってしまう。午前6時、アルベルトネ旅団は周囲を満たすエチオピア軍の姿に、一部隊で突出していたことを知る。疲労困憊していたアルベルトネ旅団は、たちまちエチオピア軍の襲撃によって犠牲者を増やしていった。バラティリはその苦境を知ると、ダボルミダ旅団にアルベルトネ旅団への救援を命じる。命令を受けてダボルミダ旅団はすぐに動きだしたが、不思議なことにその進軍先はアルベルトネ旅団の位置とはまるで正反対の方角だった。これは、後にバラティエリが回想するに、崖に阻まれて迂回しているうちに始まった迷走としている。ダボルミダ旅団はエチオピア軍の只中で目的を失って放浪する集団となり、メネリク2世はこれを見逃さなかった。午前9時、ダボルミダ旅団の民兵大隊が崩壊すると、両軍入り乱れた大砲も使えない乱戦となり、イタリア軍の二つの旅団はたちまち殲滅されていった。イタリア軍は本隊の支援の下、かろうじて撤退することができたが、イタリア軍の死者は6,000人、捕虜も5,000人をとられる大敗だった。エチオピアの損害も死傷者1万人という規模だったが、全体の1割の損害にすぎなかった。このアドワの戦闘のイタリアの敗因は、補給の尽きかけた状態で地形も知らないまま敵地に侵入したことによる。第一次エチオピア戦争は、半年後の1896年10月に和平条約が締結されて終了した。その内容は戦前にイタリアが有していたエリトリアとソマリア南部の領有を認める代わりに、オガデンまでのエチオピアの領有を認めるというものだった。だが、エリトリアとエチオピアの境界をどこに置くかの協議は、再びの対立を避けるために両者とも触れることはなかった。これは、1998年のエチオピア・エリトリア国境紛争の原因となる保留であった。

#### メネリク2世の統治
ヨーロッパ諸国に衝撃を与える勝利によって、ヨーロッパ諸国から主権国家として認められたエチオピアだが、メネリク2世は列強に対する対等な外交を実現するため、理想のエチオピア帝国の領土を提唱した。北は国境線は曖昧であるもののエリトリアを国境とし、東はイタリアとイギリスとの協議によってオガデンまでの領有で合意すると、メネリクは南方と西方の領土拡張に興味をもった。西のスーダンはマフディー国家（マフディスト・スーダン）とイギリス、フランスが覇を競い合っている状態（マフディーの乱）であったため、メネリク2世はファショダ（現Kodok）付近までの侵攻にとどめ、フランスとは白ナイル協定、イギリスとは友好条約を締結して国境線の策定を合意した。南方は独立したイスラム国家を平定してルドルフ湖付近までを領有した。これにより、現在のエチオピアとほぼ重なる領土を持つことになった。しかし、一方では周辺を囲む勢力がイタリア、イギリス、フランスといった列強国となり、1906年に三国は協定を結んでエチオピアへの干渉を始める。いわば、エチオピアは名目上では主権国家を達成しながら、実態としては依然として三国の意思を無視できる状況ではなかった。

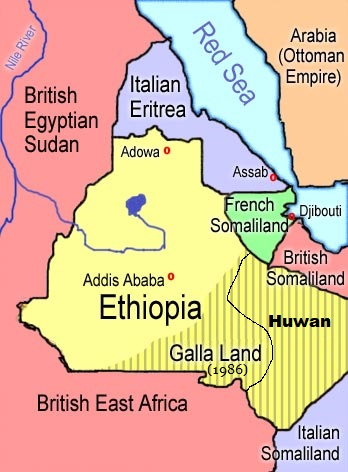
アフリカ分割後のエチオピア(1908)

メネリク2世は内政においては、フランス・ベルギー・イタリアの協力を受けて近代化を推し進めた。首都として建築したアディスアベバは1910年までに10万人都市として名実ともに首都となり、鉄道をアディスアベバからファショダまで敷設した。また、道路の整備も積極的に行っている。メネリクの統治期間には数多くの橋も建設されている。また、通信線も鉄道に合わせて併設し、郵便と通貨制度の改革も怠らなかった。さらには貨幣経済の基礎としてアビシニア銀行（後のエチオピア銀行）を設立する。これらの事業のうち鉄道事業はフランスが、銀行事業はイギリスがイニシアティブを握った。教育においてはメネリク学校を開設し、知識人の育成を志した。それらの近代化政策の一方で、エチオピアで古くから存在する農奴制（ガバル制度）は温存し、領主の権限に手を出して孤立したテオドロス2世の轍を踏まなかった。

### 権力闘争の時代
1906年、メネリク2世は脳溢血に倒れる。メネリクの容態は徐々に快方に向かうが、既に高齢となっていたことから一線への復帰はほぼ不可能となっていた。メネリクの後継者と目されていた有力者は、長年メネリクの右腕として働き、アドワの戦いで軍を率いたハラレ総督マコンネンと、かつてヨハンネス4世から後継者指名を受け、アドワの奮戦で名を上げたティグレのマンガッシャだったが、この時期相次いで病没していた。メネリクは自分の没後のことを考え、皇帝を補佐する内閣制度を1907年に創設し、1908年には後継者として娘のシャワラッガとその夫のウォロのミカエルの子、つまり孫のリジ・イヤスを後継者に指名した。だが、この後継者指名に納得しなかったのが、メネリクに代わって実権を掌握しつつあった妻のタイトゥだった。タイトゥはイヤスの12歳という若さを懸念し、メネリクの前妻の娘ザウディトゥを後継者に推す。甥のググサ・ワレを結婚させ、ショワのザウディトゥとティグレのググサとを結びつけた上で権力を握ることが目的だった。ショワの勢力もティグレとショワの融和の必要性では同意していたが、タイトゥ自身が北エチオピアの利害を代表する人物だったため異議を表明し、ショワのリジ・イヤスとティグレのマンガッシャの娘との結婚を提案した。しかし、タイトゥは譲歩することはなく、次第にエチオピア宮廷はイヤス派とタイトゥ派に分断されるようになっていった。
1909年、リジ・イヤスはマンガッシャの娘と結婚すると同時に非公式ながら皇位を継いだ。これに伴ってショワの貴族タサンマ・ナダウが摂政の称号を受けるが、実権はタイトゥが手放さず、ザウディトゥの擁立も未だ諦めていなかった。イヤス派はこの状態を変えるべく、タイトゥ派の投獄や、ショワのアバテをティグレの君主に任命して内乱を起こさせたが、1910年には遂に陸軍大臣ハブタ・ギヨルギスを動かしてタイトゥへのクーデターを起こす。タイトゥはこの時期、夫の介護に忙殺されていたために対応できず、エチオピア正教の大司祭も中立の立場を崩さなかったことからタイトゥはタサンマらの要求を飲み、以後しばらくは皇帝の介護に専念する。またこの時期には、病死しなければ皇位は確実とされていたハラレ総督マコンネンの子、ラス・タファリ・マコンネン（後のハイレ・セラシエ）がウォロの君主の孫娘と結婚していた。タファリはクーデターにも関わっていなかったことから、ハラレ総督の地位を父から継ぐにあたって、タマンサとタイトゥという対立する二人から同時に支持を受け、その人気を背景にして着実に足場を固めていった。
リジ・イヤス（イヤス5世）を皇位につけ、摂政となったタサンマはエチオピアの実権を掌握するが、その栄華は1年で尽きた。1911年4月、梅毒によってタサンマは死去する。これによりタイトゥ派が息を吹き返し、財務大臣のアバタ・ブワヤラウを通じて影響力を駆使しようとした。しかし、陸軍大臣ハブタ・ギヨルギスはアバタの専横を許さず、またイヤスの父のミハイルは8,000人の兵を率いてアバタを捕らえて獄に下した。

### 第一次世界大戦
1913年のメネリク2世の死去に伴ってようやく皇帝イヤスの政権が樹立された。イヤスの代わりに政務を執り行った摂政は廃止され、ネグサ・ナガスト（諸王の王）となる権利を得たが、イヤスはソロモン王朝の子孫たるネグサ・ナガストを名乗らなかった。なぜなら、彼は父のミカエルと同じくイスラム教徒であり、先祖はソロモン王ではなく預言者ムハンマドだと公言したためだった。イヤスはターバンをまとい、スルタンのように人前で振舞い始める。また、父のミカエルをティグレの王に任じ、このためティグレの部族からの激しい反発を招いた。これらの急激なイスラムへの転換は、当時全人口の30%を占めていながら政治的な権利をほとんどもたないイスラム教徒の不満を解消する点では効果があるものだったが、キリスト教徒を虐げるという恐れは一人歩きし、エチオピアを包囲する列強国に「キリスト教徒への虐待」として伝わった。そのため、国境にはイギリス、フランス、イタリアが兵を展開したが、イヤスは意に介さずにソマリアで独立運動を続けていたデルヴィッシュ国の国王サイイド・ムハンマド・ハッサンの娘を妻に迎えようとし、またオスマン帝国に対しては同盟の意思を伝えていた。また、後の第一次世界大戦に繋がる同盟国側への参加をドイツから呼びかけられ、ドイツとの友好関係もあって同盟に参加した。しかし、有事の際にはエチオピアを取り囲む英仏伊の全てが敵となるこの同盟を、エチオピアの諸侯は受け入れるわけにはいかなかった。1916年9月26日、かねてより英仏伊と争っていたハッサンに対して援助を咎める手紙が3か国の公使館から届くが、イヤスはそれを黙殺し、回答すらしなかった。その上、翌日の27日はエチオピア正教にとって重要な祝祭日マスカル (Masqal) であったが、イヤスは首都に戻る気配すら見せなかった。エチオピア正教の大司祭マテフォスは、それまでイヤスを「完全なイスラム教徒であるとはいえない」と庇ってきた が、もはや限界だった。27日、イヤスの破門をきっかけにクーデターが起こり、財務大臣ハイラ・ギヨルギスの元に諸侯が集まって、イヤスの退位が宣言された。ハイラは続けて新皇帝となるメネリク2世の娘ザウディトゥと、その摂政となるタファリ・マコンネン（後のハイレ・セラシエ）を発表した。タファリは、クーデターにおいて黒幕の役割を果たしていた。廃位を宣言されたイヤスは、それを受け入れず、まず自らはキリスト教徒であると宣言したが、破門はもはや解かれることはなかった。イヤスはトルコ系アラブ人を集めたが、300人ほどしか徴することができなかった。一方で、父のミハイルはティグレで反発を受けて追い出されたものの、本拠地のウォロで兵を集めて新皇帝へと戦いを挑んだが、摂政であるタファリの用兵と機関銃を採用し近代化された軍隊によって敗北した。ミカエルは捕虜となり、流刑地で2年後に死去する。子のイヤスもオガデンで1935年に死亡した。

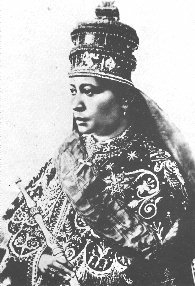
ザウディトゥ
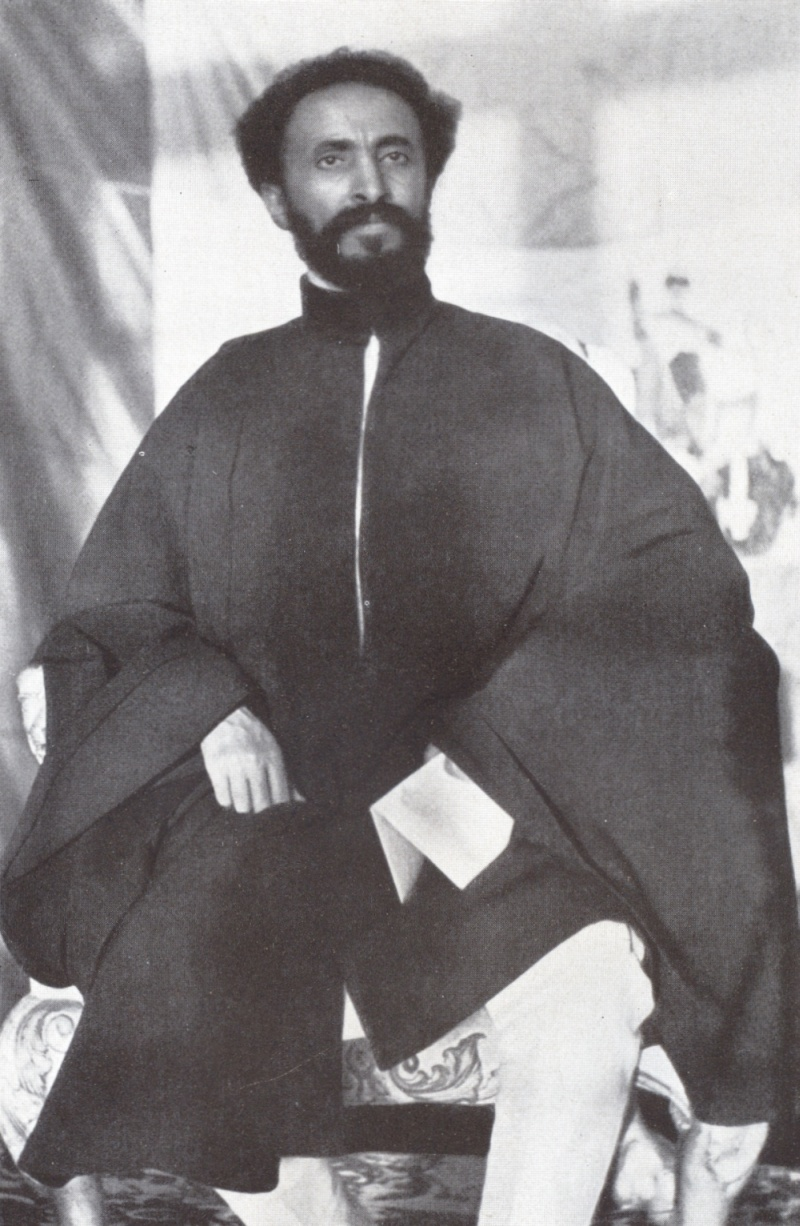
ラス・タファリ・マコンネン(後のハイレ・セラシエ1世)

### ハイレ・セラシエ1世
ザウディトゥが女帝として君臨したエチオピア帝国だったが、諸侯に期待されていたのは摂政で人気の高いタファリ・マコンネンだった。内政と外交の全てにおいてタファリが指揮をとり、ザウディトゥと対立しながらもタファリは混乱した国内に安定をもたらし、1926年に陸軍大臣が死去すると国軍もタファリの支持を鮮明にする。外交においては1921年に万国郵便連合に加入して国際的に文明国の仲間入りすると、さらに1924年4月からヨーロッパを外遊し、国際連盟への加入に向けて動き出す。国際連盟加入にあたってはエチオピアの奴隷制が問題となり、その廃止が加入の条件となった。タファリはザウディトゥに依頼して奴隷解放の勅令を発し、無事加入を果たした。しかし、奴隷解放令にはザウディトゥをはじめとする諸侯が反対していたため、実際には主人の死亡を条件とした先送りの内容となっていた。また、列強に対してはドイツと通商上の関係を保ちながら、アメリカ、日本とも通商関係を結んだ。タファリの外交姿勢は全ての列強と等距離で関係を結び、エチオピアへの干渉を牽制させあうという狙いに集約される。一方で、1928年にタファリは敵対するイタリアとも友好条約を結んだ。これは、イタリアを既に掌握していたファシスト党のムッソリーニによる、永世友好条約の呼びかけに応えたものだった。エリトリアのアッサブ港の自由な使用をエチオピアに許し、そこまでの道路建設を許可する代わりに、アメリカの移民法制定のために毎年10万人送還されてくる移民の受け入れ先としてエチオピアの協力を求めるものだった。この条約は20年更新で、異議がなければ永遠に更新されていくことが合意され、その成立を証するために国際連盟への届出さえした。しかし、実際にイタリアがこの条約を守った期間は、7年間にすぎなかった。
ザウディトゥは全ての実権をタファリに握られていたことについて、不快の念を抱き続けていた が、1928年頃に大病を患い、もはや余命数年という状況に陥っていた。宮殿の近衛兵を率いるアバ・ウェクァウは、ザウディトゥの意向を受けて反乱を起こすが、まもなくタファリに鎮圧される。しかし、ザウディトゥはなおも諦めず、1930年にはティグレの不満分子を率いて前夫のラス・ググサが立ち上がったものの、これもタファリの対抗勢力たりえなかった。これにより絶望したザウディトゥは退位を決心し、1930年4月3日、タファリはネグサ・ナガストに即位する。この日よりタファリ・マコンネンはエチオピア皇帝ハイレ・セラシエ1世となった。

#### エチオピア1931年憲法制定
皇帝即位後まず憲法制定に熱意を向けたハイレ・セラシエ1世は制憲に際して、1923年頃からエチオピアに現れたJapanizerと呼ばれる、大日本帝国をモデルにした近代化を模索したショアの青年貴族や知識人層の影響を受け、1931年7月16日に制定されたエチオピア初の成文憲法である「エチオピア1931年憲法」はとりわけ前文に於いて、大日本帝国憲法をその範としたものとなった。しかしながらこの憲法は二院制を有しつつも、上院に於いては憲法第31条に規定に基づき上院議員の皇帝任命権が、下院に於いては憲法第32条に基づき下院議員を下級貴族や中級官僚から選出することが規定され、更に議会よりも皇帝の側近会議に立法的重要性が保たれるなど、立法府と司法府の独立が達成されない、絶対主義的な色彩が強い欽定憲法となった。

## イタリアによる占領時代

### イタリアのエチオピア政策

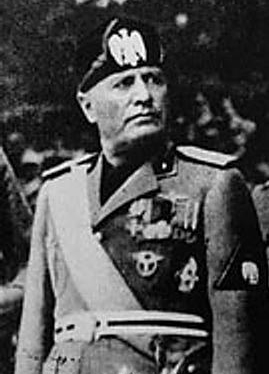
ベニート・ムッソリーニ
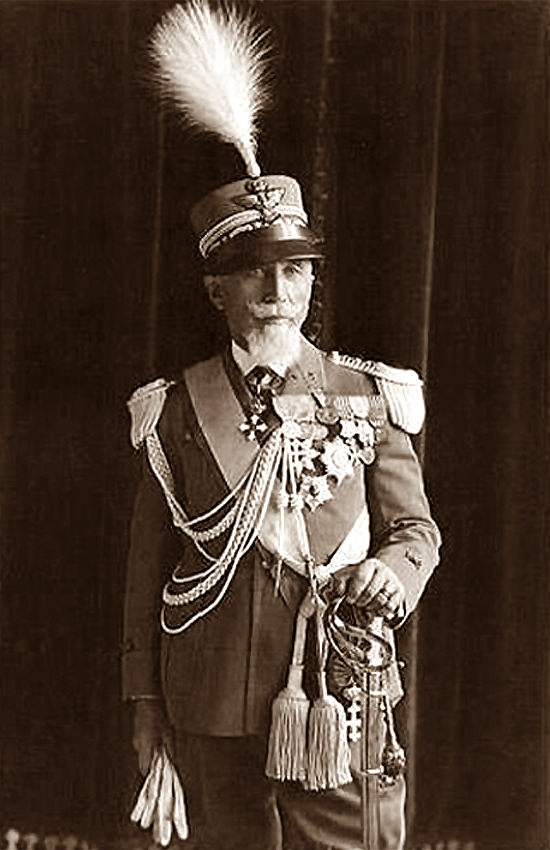
エミーリオ・デ・ボーノ
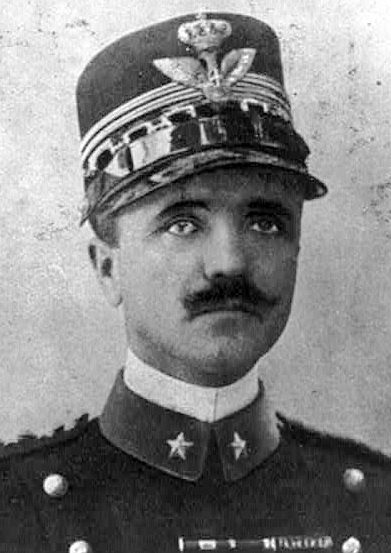
ピエトロ・バドリオ

19世紀末からイタリアの人口は急激な上昇をみせ、国内では抱えきれない余剰な人口を抱えるようになっていた。イタリアはその問題の解決をアメリカへの移住によって解決しようとし、アメリカには毎年多くのイタリア人が移住してアメリカに一大コミュニティを形成していた。しかし、アメリカは移民に対する方針を転換し、1924年の移民法成立以降は逆に毎年10万人ものイタリア移民を送り返すようになる。イタリアの人口は1931年時点で4200万人に膨れ上がっており、ファシスト党も多産を奨励したため、世界恐慌と人口爆発が重なって社会不安をもたらした。中でも特に人口が過大だったのは農村部であり、そのため農業に従事する入植者の受け入れ先の確保が急務となっていたが、エリトリア、ソマリアには彼らを受け入れる耕作地も生産手段も不足していた。そのイタリアの窮した視点からすると、エチオピアの農業に適したエチオピア高原とプラチナ、ダイヤモンドといった資源の存在は非常に魅力的に写った。ムッソリーニはイタリア領東アフリカ帝国の建国に向けて動き出していた。ムッソリーニはイギリス、フランスとローマ協定を結び、イタリアのエチオピア領有への黙認にこぎつける。侵攻の準備を整えつつあったムッソリーニだが、その機先を制したのは日本だった。日本はエチオピアとの通商条約の締結により、武器、弾薬を積極的に供与し、ハイレ・セラシエ1世の外交努力もあって新聞は連日エチオピアとの親善を促していた。また、ムッソリーニの動きを決定的に掣肘を与えていたのは国際連盟の反対の動きだった。しかし、日本が満州へ進出することで国際連盟の無力さは浮き彫りとなり、ムッソリーニを縛る枷が外れることになる。
エチオピアとイタリア領ソマリランドとの国境にあるワルワルという町があった。ワルワルはエチオピア東部のオガデンの近くにあり、地図上はエチオピア領とされていた。しかし、イタリアはこの町の帰属についてエチオピアの領有を認めておらず、1934年、軍を派遣して占有状態に置いた。エチオピアの主権の侵害とみたハイレ・セラシエ1世も軍を差し向け小規模な衝突が生じ、イタリア兵60人、エチオピア兵200人が死亡する事態となった。このワルワル事件をきっかけに、ムッソリーニは「攻撃的で野蛮な」エチオピアに対抗するためと称して黒シャツ隊（イタリア義勇兵）を編成し、ソマリアやエリトリアへ次々と送り込んでいった。一方、皇帝ハイレ・セラシエ1世は国際連盟に調査団の派遣を要請しつつ、戦争への準備を始めていた。アドワの戦いを経験しているムルゲタ陸相はイタリアの軍備から、毒ガス、空軍、戦車の運用を危惧し、ドイツから防毒マスク26,000個を購入した。エチオピアの各部族への動員も要請し、75万の動員力を確保した。軍備は空軍に対する高射砲、戦車に対する対戦車銃等の対抗手段を確保できなかったが、各部族の供出した兵力は主に旧式のライフル銃を所持していた。1935年、イギリスとフランスはイタリアに対して、「エチオピアの独立を名目上維持しながら英仏伊で共同管理する」というエチオピアを無視した妥協案をイタリアに示すが、ムッソリーニはこれを黙殺し、エチオピアへの単独侵攻を決定する。同年10月2日、ムッソリーニはアドワの戦いを引き合いにだした演説を行い、「我々から日のあたる場所を奪った不正義な黒人たちに正義を教え、文明化された我々の場所を取り戻さなければならない」としてエチオピアへの侵攻と東アフリカ帝国の建国を訴えた。第二次エチオピア戦争はその翌日から始まる。

### 第二次エチオピア戦争

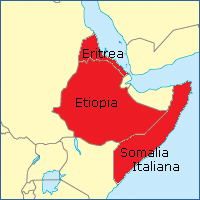
イタリア領東アフリカ帝国の領土

地域区分

エリトリアのイタリア軍はエミーリオ・デ・ボーノ元帥の指揮の下、1935年10月3日にエチオピア国境を侵犯して領内に突入。
同時にアドワに対して爆撃を行い、多数のエチオピア人が死亡した。
アドワでは地上部隊の交戦も行われ、イタリア軍は10月6日までに町を占拠した。
この時、エチオピアは国際社会に対してイタリアの仕掛けた戦争と印象づけるために防衛行動を行わず、アドワから南方へと移動していた。イタリア軍はエチオピア軍が駐屯するマクァレに向けてさらに前進する。しかし、デ・ボーノの北イタリア軍は現地の傭兵である不正規兵を用いていたために練度が低く、指揮官の性格もあって慎重な攻防戦が続いた。この遅滞は、国際連盟で石油輸出制裁が可決される前に戦争を終わらせたいムッソリーニにとってはもどかしく感じられ、エチオピア軍の拡張弾頭（ダムダム弾）使用に乗じて1925年のジュネーブ協定で禁止された毒ガスの使用を促す。だが、デ・ボーノは毒ガスの使用に難色を示し、かつ補給線が延びきっている危険性から作戦の変更を求めたため、名誉を損なわない形で前線から外される。代わりに司令官となったピエトロ・バドリオは航空機で毒ガスを広く散布し、兵士のみならず一般市民に大きな打撃を与えた上でマクァレを占領し、ティグレを勢力圏に組み入れた。また、アドワとマクァレの中間地点のタンベン・テンビエンにおいてイタリア軍はエチオピアの陸相ムルゲタの軍との戦いとなり、エチオピアから三方面を包囲されかけたが、毒ガスによって相手を足止めし、ムルゲタの本隊を集中的に狙いうつことでこれを撃破した。さらに追撃の最中にムルゲタを殺害してアドワにおける敗戦の溜飲を下げる。双方の決戦となったのは、マイチャウの町における攻防戦だった。この戦いにおけるイタリア軍の攻撃は、ほぼ虐殺に等しかった。上空からマスタードガスを撒きちらされ、肌が爛れる激痛に抗戦力を失ったマイチャウの町に、イタリア軍は執拗に爆撃と銃撃を加える。兵士も市民も次々と倒れていき、生き残った者には爆風で舞い上がって液化したマスタードガスの雨が降り注いだ。その上、マイチャウと近くのデシェの病院は重点的に爆撃された。これが後にハイレ・セラシエが「最大の悲劇」と語る殲滅戦だった。エチオピア北部に展開したエチオピア軍は壊滅し、タナ湖畔に逃れたハイレ・セラシエの兵力は既に5,000人を切っていた。これは首都アディスアベバの防衛どころか、皇帝ハイレ・セラシエの安全すら保障できない兵力であり、アディスアベバの議会は皇帝にイタリア軍から離れるように懇願した。ハイレ・セラシエは4月30日にアディスアベバに戻ると、一族と側近を連れて5月2日首都を後にした。皇帝はフランス領ソマリランドに逃げ込むと、ロンドンへ向けて出航する。ハイレ・セラシエには、毒ガス使用と戦争の不当さを国際世論に直接訴えかける方法での抵抗を選んだのだが、エチオピア国内に残って敵を迎え撃つ将兵、諸侯の一部にとって、それは祖国の放棄に他ならなかった。そのため、ハイレ・セラシエに対する不満は諸侯の間に暗い影を後々まで落とすことになる。また、軍隊と指導者の消滅はアディスアベバを混沌に落としいれ、統制を失ったエチオピアの兵士と市民によって大規模な略奪と暴動が発生した。
5月1日、イタリア軍のアルプス歩兵隊、黒シャツ隊による混成部隊は、首都アディスアベバに入城を果たす。まずイタリア軍がしたことは、武力抵抗したもの、皇帝に保護優遇されたもの、暴動に加わったもの、武器を捨てないものを捕らえて処刑することだった。
このパドリオの北部戦線に対し、ソマリアから西に進んでいたグラツィアーニの軍は近代化されたイタリア本国の部隊が中心であったため、通常の戦術でエチオピア軍を圧倒していた。エチオピア東部に住むオロモ人からも協力を得て5月8日にはハラールを占領し、イタリアの初期の軍事目標であるエチオピアの3分の1に該当する北部と東部の制圧を達成した。しかし、未だ各所には抵抗するエチオピア軍と諸侯が存在し、そのためにエチオピアの当初の目的であった移民活動については遅々として進まなかった。
アディスアベバとハラールの制圧と時をおかず、5月9日、イタリアはエリトリア、イタリア領ソマリランド、エチオピアの三か国にわたるイタリア領東アフリカ帝国の建国を宣言した。その皇帝にはイタリア国王ヴィットーリオ・エマヌエーレ3世が即位し、エチオピア皇帝に習ってネグサ・ナガスト（諸王の王）を名乗った。

### 植民地支配への抵抗
1936年のアディスアベバ攻略の後、イタリアはエチオピアの獲得を宣言したが、この時点でイタリアの支配に服さない地域はカッファ、ショア、アルッシ、バリ、ゴレといった地域で、それは合計で全領土の3分の2にまで達していた。それらの地域は「黒い獅子たち」と呼ばれるレジスタンスによって反イタリア活動が活発だった。イタリアはそれに対し厳しい対処で臨み、レジスタンスの指導者とそれを支援するものはほとんどは処刑された。ただし、レジスタンスの指導者として最も有名なラス・エムル、後に自伝を残したイェルマ・デレサは見せしめとしての用途を期待され、即座に処刑されず刑務所に置かれたまま生き残るが、これは珍しいケースだった。また、イタリアの追及は聖職者も対象とし、エチオピア正教の大司祭ペトロとその後を継いだミハエルは、イタリアへの協力を拒んだことを理由に死刑が宣告された。この時期、修道士だけでも100人以上が処刑されている。さらに皇族も例外ではなく、ハイレ・セラシエの娘のウェルクは獄に繋がれたまま死を迎え、その夫は銃殺された。1937年2月19日にグラッツィアーニへの爆弾テロ（結果は軽傷）が起こると、グラツィアーニはそれを口実にエチオピアへの大規模な弾圧を実施し、「指導者たりえる教養のあるエチオピア人」であるだけで弾圧の対象となった。その対象となったエチオピア人の数はイタリアの管理能力を超えるほどで、刑務所に入りきらないという理由により、少なくとも3,000人以上が動物用の屠場で処刑されるに至る。そのあまりの徹底ぶりはイタリア軍の一部に不服従を生じさせたほどだった。この弾圧により、エチオピアの知識人層は戦前世代と戦後世代の間に欠落した空白の世代が存在している。初期のレジスタンス指導者も多くが捕らえられて処刑されたが、エチオピアのレジスタンスのゲリラ活動自体はむしろ拡大した。ティグレのセユム・マンガッシャといった諸侯もレジスタンスの支援に回る。イタリアの敗戦まで抵抗を続けたレジスタンスとしては、テクレ・ウェルデ、ベライ・ゼレクェ、マモ・ハイル、ハイル・ケブレトらが存在し、彼らは初期では皇帝への忠誠を確信していたが、やがては亡命した皇帝への批判を繰り返すようになっていく。彼らの皇帝への不満は、後々まで尾を引く問題となった。
1936年6月30日、国際連盟総会において、イタリアは「連盟規約に基づき、文明の使者としてエチオピアに公正と解放をもたらす聖なる使命を完遂した」とエチオピア侵略を報告した上で「しかるに、文明国の責務を果たしたイタリアが経済制裁という異常な事態におかれているとは、いかなることか」とその経済制裁の解除を求めた。イタリアとの戦争を避けたかったフランス等はその提案への賛意を示す。続いて演題に立ったのは亡命中のハイレ・セラシエだった。ハイレ・セラシエはイタリア代表とそのジャーナリスト12人の罵声を浴びながら、イタリアの提案は毒ガス使用の根拠と同様に「エチオピア人は文明人ではないため許される」とするもので、「それは事実ではないし、違法性を阻却する妥当性にも欠ける」と訴えたが、総会での審議でイタリアへの制裁解除に難色を示したのは南アフリカとニュージーランドの二か国だけであり、この二か国も7月4日の総会投票では票を変え、イタリアの経済制裁解除提案は賛成44、棄権4、反対1（エチオピア）で可決された。7月15日にムッソリーニは「アフリカ、ヨーロッパのいずれにおいても文明と正義が勝利を収めた」と宣言する。しかし、イタリアの目的であった殖民計画においては、目標とする100万人に対し実際に移民した人数は14万強にとどまり、さらに自給自足もできず、レジスタンスの攻撃も頻繁に起こっていたことで10万人が帰国した。

### イタリア領東アフリカ帝国の崩壊
1939年9月1日、第二次世界大戦が開始される。当初は軍備が不十分であることから参戦を見送っていたイタリアだったが、ドイツの戦果を見て、1940年6月10日にフランス、イギリスへの宣戦を布告した。東アフリカの植民地においては8月3日、ナージ将軍に率いられた40,000の軍団がイギリス領ソマリランドへ侵攻を開始した。イギリスがこの地に配置していたのはインド兵など13,000に過ぎず、イギリス軍はベルベラの攻防戦の後に海路から脱出する。この戦いでの死者はイギリス軍が250人に対し、イタリア軍が2,000人と被害が大きいものになった。同年11月、イギリス軍はスーダンのガラバトとソマリアで反撃に移り、スーダン方面は撃退されたものの、ソマリア方面はイギリス軍の勝利に終わった。イタリア軍はこの結果に両面を守ることは不可能と判断し、スーダン方面の軍をエチオピアに集中させようとする。しかし、その動きを察したイギリス軍は再編成した部隊でイタリアを追撃し、その旅団長を捕らえるなどしてイタリアの戦力集中を妨害した。その間にもイギリス軍はモガディシオを占領するとイタリア領ソマリアへ軍を進める。この推移を見守っていたエチオピア皇帝ハイレ・セラシエ1世はイギリス軍とともスーダン方面からエチオピアに再入国を果たし、1941年1月10日にゴジャムの地を踏んだ。それと時を同じくして、エリトリアのイタリア軍はフランスとイギリスの共同攻撃で壊滅し、イタリア海軍も降伏した。アディスアベバのイタリアは抗戦を断念し、東アフリカ帝国の副王アオスタ公らはアディスアベバからの撤退を始め、後に降伏する。イタリア軍はゴンダル周辺でまだ抗戦する部隊を残していたが、首都への進軍を妨げる勢力は存在せず、ようやくハイレ・セラシエは首都アディスアベバに帰還する。奇しくも、それはイタリア軍に占領された日付と同じ5月5日のことだった。

## エチオピア帝国の終焉

### ハイレ・セラシエの独裁
帰国した皇帝ハイレ・セラシエ1世は、エチオピアの国民から熱狂的な支持を集めた。その信仰に近い崇拝（ラスタファリ運動）は、ハイレ・セラシエの権威をイタリア侵略以前をはるかに凌ぐものに押し上げる。そのためにハイレ・セラシエは、戦後の政体において立憲君主制ではなく旧来の絶対主義を選択する。権威に批判的な勢力としては、レジスタンスの指導者から取り立てられた諸侯らがいたが、エチオピア政界の主流にはならなかった。ハイレ・セラシエとともにエチオピアの政治をとりしきったのは、皇帝の国璽を預かる職務の大臣であり、1943年以降は実質上の首相として機能していた。1955年までのギヨルギス・ワルダ、1961年から1974年までのアキル・ハブタといった大臣は、それらの中でも特に有力な存在であった。ハイレ・セラシエの統治は、軍事、経済的に最初はイギリスに、後にアメリカに従属することで資本を呼び込むというもので、東西冷戦を利用して多数の借款を集めた。イギリス、アメリカはエチオピアの農業大臣、商務大臣を兼ねるメコネン・ワルダを通じて影響力を行使し、反体制派をソ連に走らせた。ハイレ・セラシエは1955年には憲法改正を行い、皇帝の神格化と無謬性を再確認した。
ハイレ・セラシエが最初に乗り出した産業の育成対象は農業であったが、近代化の進展は全土にわたって停滞した。これは植民地化を拒んで西欧の技術や思想の侵入を拒み続けていたため、アフリカの他の国々に比べて経済計画の導入が困難なためだった。その中において、1952年からアメリカが技術援助を行ったカッファのコーヒー栽培は順調に進み、イエメンのモカ港から積み出されるコーヒー豆はアメリカに5000万ドルの利益をもたらした。1960年にはアメリカが200万ドルの開発融資基金が貸し出されたが、それにより南部では私的土地所有が進み、土地が高騰した。一方、北部では旧来の土地制度を守り続け、効果は地方によりまちまちだった。商業においては1960年代になっても国民総生産の7%を占めるのみだったが、コーヒーといった商品作物を利用して規模は拡大していった。輸出品目には、それぞれ管理するボードを設置し、輸出される数量、価格を調整していた。工業においては1952年にイギリスの軍政下から連邦として加わったエリトリアが著しい進展をみせ、旧来のエチオピアは緩慢な進捗であった。その中ではアディスアベバ近郊には電力会社が設立され、石油精製工場、セメント工場が建設され、石油・セメントといった都市計画に不可欠な資材が生産され始める。輸出品目としては、綿織物工場と製糖工場の生産品がエチオピアに外貨をもたらす。しかし、工場はほとんどがアディスアベバに偏っており、その建設に伴う利権と繁栄の集中は次第に諸侯の反感を育てていった。
ハイレ・セラシエはイタリアの占領以前からハイレ・セラシエ軍事訓練校を設立するなど軍事改革に乗り出していたが、皇帝に復帰したことでその改革をさらに推し進めていく。軍の改革はイギリスから1942年に同意書を、アメリカからは1953年に同意書をとり、両軍の関与の元で推進された。エチオピア軍はイタリアへのレジスタンス活動から引き継いだ非正規軍が多く、地域の領主との関わりが深かった。ハイレ・セラシエはこれを自らの統制に戻すべく、正規軍へと徐々に編入させていった。この正規軍増員の背景には、ソマリアとの間で帰属を争うオガデンの存在があった。1953年、ハイレ・セラシエはさらにスウェーデンに5,000人の帝国親衛隊を送り、エリート部隊としての訓練を受けさせたが、陸軍と親衛隊、そして親衛隊内部での待遇の差が、激しい反目をもたらすことになった。

### 紛争

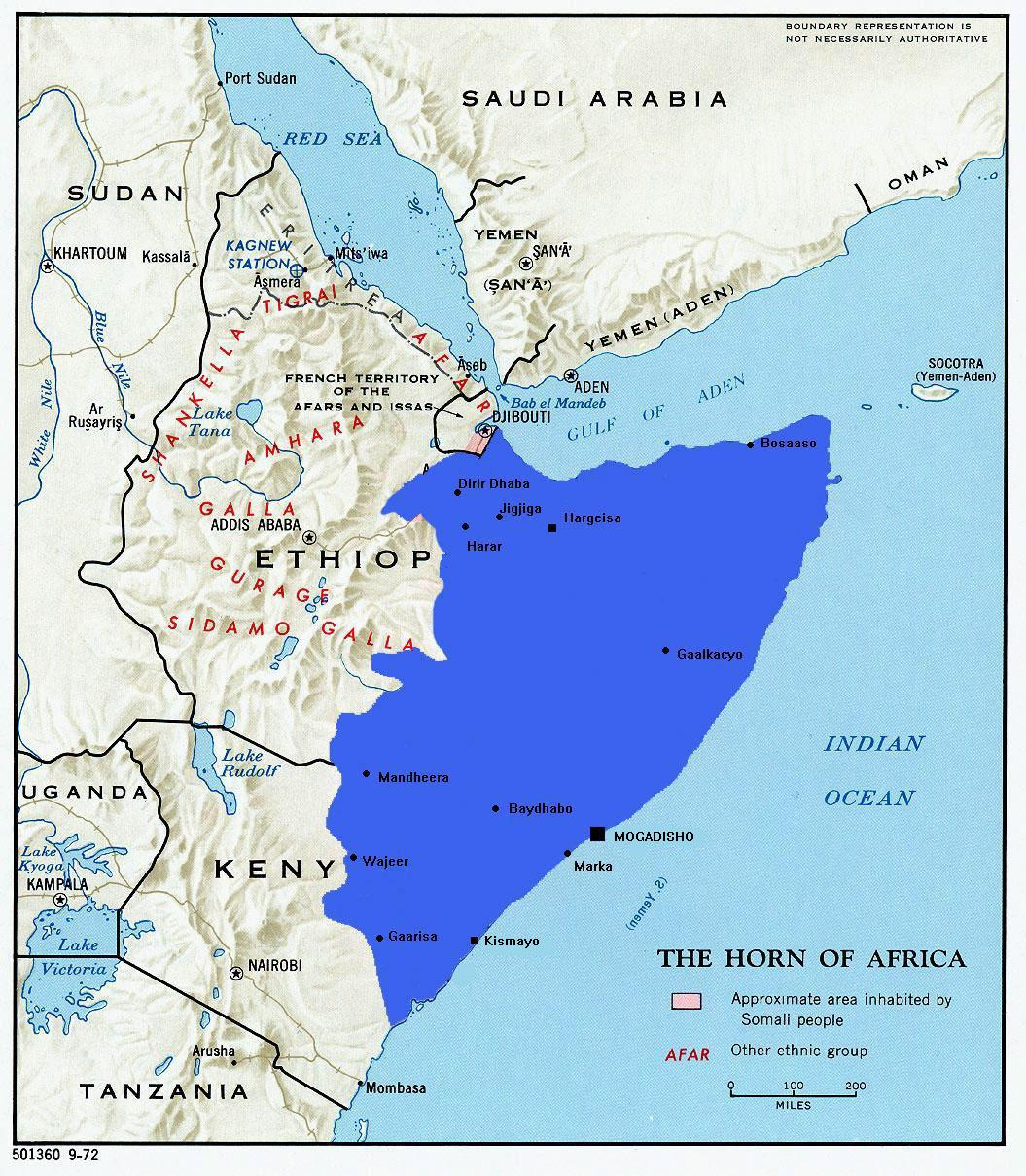
大ソマリア主義

エリトリアは1952年までイギリスの軍政下にあったが、国際連合でエチオピアに連邦という形で参入する。帝国への編入でも、独立でもないこの形は、カグニューへの通信基地 (Kagnew Station) の提供を受けエチオピアへの編入を支持するアメリカと、独立を支持するソ連との妥協そのものだった。しかし、エリトリアは本来エチオピアとは異なる歴史を辿って来た国家であり、宗教をはじめ文化も差異が大きかった。そのため、国連の措置の乱暴さはベルギーのアフリカ専門家ヴァンデルをはじめとする研究者からの指摘を受けたが、その決定は覆ることはなかった。エリトリアは自治権を形だけ認められてはいたが、軍事と外交はエチオピアが握るため主権はなく、貿易も工業生産もエチオピアが管理した。1958年にはそれまで許されていたエリトリアの国旗掲示が禁止され、使用言語もエチオピア公用語のアムハラ語を使うように強いられた。この処置に対するデモも発生したが、エチオピアは発砲でこれに応え、532人の死傷者が発生した。エチオピアはエリトリア議会への圧力を強め、帝国議会は1960年に政府の権限を縮小して官庁に置き換える提案を全会一致で可決する。これは後の完全併合を睨んだ準備 であり、エリトリア人たちは猛反発した。1958年、イスラム教徒を中心に「エリトリア解放戦線 (ELF)」が結成され、中近東のアラブ勢力の支援を受けて自治権の確立を目指した。また、しかし、エリトリアは1962年に併合されてエチオピアの一州となり、以降30年に及ぶ武力闘争の幕開けとなった。またソビエト連邦や中華人民共和国の支援は1970年、「エリトリア人民解放戦線 (EPLF)」という別の組織を作り出し、こちらは自治権を求めて闘争を開始した。この他にもエリトリア解放戦線人民解放軍 (ELF-PLF) 等大小2桁に及ぶ反政府組織が乱立した。
一方、かつて第二次エチオピア戦争の引き金となったオガデンはエチオピアの領土とされていたが、その主な住民のソマリ系諸民族やオロモ人はイスラム教徒であり、エチオピアの支配には抵抗を示ていた。一方、第二次世界大戦後のアジア・アフリカにおける民族自決の流れの中でイギリス領ソマリランドとイタリア領ソマリアはそれぞれ1960年に独立し、合併して一つの国ソマリア共和国が誕生する。与党となったソマリ青年同盟は勃興のナショナリズムを全面に押し出す大ソマリア主義を提唱した。これは、「全てのソマリ系はソマリアへ」をスローガンとし、エチオピアから重い家畜税を課せられたオガデンの住民はソマリアの支援を求めた。しかし、オガデンの抵抗の中心はオロモ人であり、分離ではなく搾取への反乱が目的だったためにソマリアも本腰をいれて介入することはなく、表立った紛争は発生しなかった。両軍が泥沼の戦闘を始めるのはシアド・バーレがソマリアに軍事政権を樹立し、エチオピアに攻め込む1974年以降であった。

### アディスアベバの春
1960年に皇帝ハイレ・セラシエ1世の外遊中にクーデター未遂が発生するが、これは親衛隊のネウェイ兄弟が軍部の主導権を握るために起こしたものであり、アスファ皇太子を脅して担ぎ上げたことからも体制自体の転覆は考えてはいなかった。そのため、ラジオでアスファ皇太子に声明文を発表させたものの、ラジオ自体の流通の少なさとハイレ・セラシエの権威から続く者はなく、すぐに鎮圧されてアスファ皇太子も救出されたが、皇族18人が突撃の際に反逆者によって殺害された。多数の親族の死と、自ら子飼いとして育成した親衛隊の反乱は、ハイレ・セラシエの振る舞いに影響を与える。それまでイタリアへの抵抗活動の英雄である諸侯たちを、自らへの批判を理由に次々と処刑していった。
また、当初は自ら熱心に改革に乗り出していたハイレ・セラシエだったが、1970年代にもなると国璽を預かる大臣アキル・ハブタの専横を許すようになっていた。周囲の側近らがもたらす情報をそのまま受け入れ、エチオピアの根幹産業の行き詰まりを全く理解できていなかった。1967年の第三次中東戦争によって封鎖されたスエズ運河は、エチオピアの石油製品の価格を高騰させ、タクシーは運転するだけ赤字になるためエチオピアから姿を消した。原油価格に合わせて物価は上昇し続けて、1973年は一か月で前年比20%を上昇し、それに対して政府は無策だった。さらに農業の近代化は依然として放置されており、技術の乏しいエチオピアの農業は、1972年から一年に渡る大旱魃に何の対応もできなかった。そのため、旱魃に続く1973年の飢饉を避ける人為的な手段は何一つ打たれることなく、ウォロ州、ティグレ州、シダモ州の飢餓は深刻を極めた。ウォロだけでも、僅か4ヶ月で10万人の餓死者が発生し、放置された飢餓はさらにショア州、ハラルゲ州といった地方へと広がっていった。国際社会はこの惨状についてエチオピア政府を非難するとともに、オイルショックの混乱に見舞われながらも救援物資を送り届けたが、それらは為政者の不正行為によって高額で売りさばかれることになった。飢饉の後期には、遂に餓死者は20万人に達する。だが、皇帝は飢饉が起こっていることすら側近に知らされず、国内の報道機関は強い言論統制で縛られていた。政府は飢饉のニュースをデマであると否定し、対処のなされない飢饉と失業がエチオピアに蔓延した。それらの事情を一切知らないハイレ・セラシエは、ペットのライオンに肉を与えている写真を撮影され、公表によって民衆の激しい怒りを買った。
1973年に入ると、インフレと低賃金から労働者は労働組合を作り、ストライキが各地で起こされた。軍部においても飲料水と食料の配給が滞り、南部のネゲレで陸軍第4師団の反乱が起こる。特にエチオピア政府にとって痛手だったのは、2月の旧エリトリアの首都アスマラでの陸軍第2師団の反乱であり、20%の賃金引上げを求める訴えは海軍、空軍にも支持の輪を広げた。ハイレ・セラシエは当初、この反乱に対し強気で臨んだが、2月28日にはクーデターを起こされて首相らが捕らえられるという事態に陥ると兵士たちの要求を聞き入れた。兵士の要求によって首相に就任したエンダルカチュー・マコンネンは事態を収めるためにハイレ・セラシエの権限を抑える立憲君主制の採用で体制の維持を図ろうとしたが、軍部と民衆が求めるのは共和制であり、象徴としてのハイレ・セラシエの温存はほぼ絶望的となる。また、この皇帝の権威の失墜と時を同じくして、ホレッタ・ミリタリー・アカデミー卒業らによってデルグ（Derg）が結成され、共和制による新たな国家建設を目指して軍部に活動を広げていった。
1974年9月11日午前3時、外出禁止令が布告されたアディスアベバ市街をエチオピア軍の部隊が宮殿に向けて移動を始める。午前7時半、ラジオは皇帝の退位を伝えた。皇帝は巨大な宮殿から小さなフォルクスワーゲンに強制的に移され、アディスアベバから連れ去られた。翌日、皇帝は殺害された。公称3000年の歴史を誇るソロモン王朝の終焉だった。実行者は軍のハイレ・マリアム少佐であり、その行動の背景にはデルグ政権の帝政解体の決断があった。

## エチオピア人民民主共和国

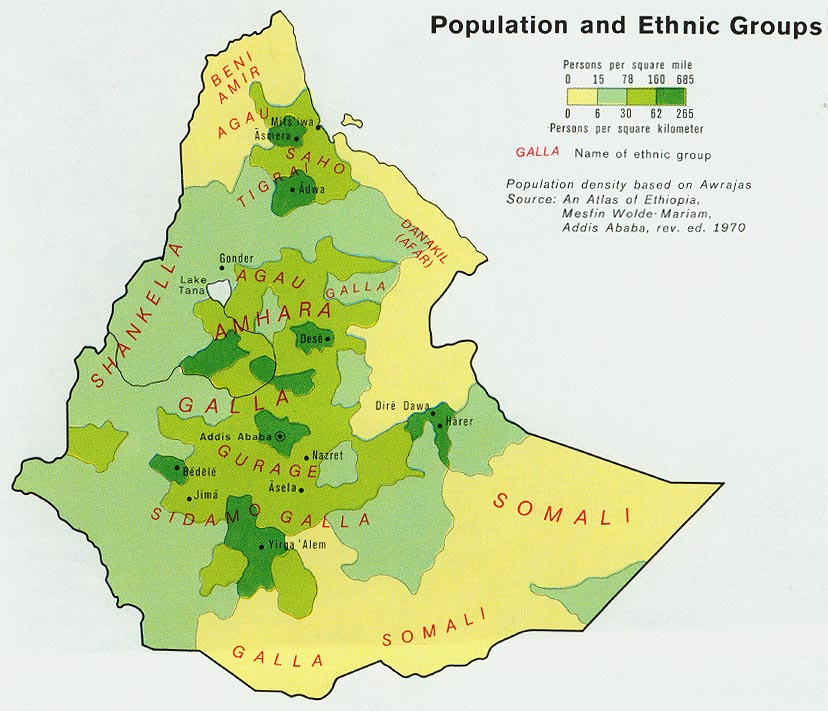
エチオピア人口分布(1976年)

革命によって皇帝を排除したエチオピアの軍部だったが、急進派や学生、労働者の期待する共和制にはすぐに移行しなかった。当面の間は臨時軍事行政評議会 (Provisional Military Administration Council, PMAC) によって運営されることになり、その議長にはアスマラの反乱の調停者、アマン・アンドム中将が就任した。しかし、エリトリア出身のアンドム議長はエリトリアの独立に理解を示し、急進的な改革を好まなかった ため、1974年11月17日に解任され、11月22日に軟禁、翌23日殺害された。後任の議長にはハイレ・マリアムが臨時に代行した後テフェリ・バンテ准将が就任したが、実質的に支配していたのは議長の座を譲った、デルグ（軍部調整委員会）を手中に収めていたメンギスツ・ハイレ・マリアム陸軍少佐だった。当時の軍部を支配していた思想は「エチオピア第一主義」であり、軍による国家の統一（エリトリアとオガデンを含む）を掲げていた。これはソマリアでいう大ソマリア主義と似通った考えであった。PMACにおいて最も強硬にエチオピア第一主義を唱えていたのはメンギスツ・ハイレ・マリアム陸軍少佐であり、右派のエチオピア民主同盟 (EDU) に対抗して「社会主義政策」を提唱してPMACの実権を握った。だが、メンギスツは社会主義者ではなかった。これは、当時アフリカにおいて社会主義を提唱すると国民の側に立つ存在とされたことから、政策の内容に関係なく主張しただけであり、実際は民族主義者にすぎなかった。メンギスツが1974年にPMACを通じて発表した国の指針となる10項目の提言 も、統一国家を口実とした民族同化政策であり、アムハラ語の使用とエチオピア正教会への信仰の強制に繋がるものだった。しかし、それはかえってティグレ人、オロモ人らの民族意識を目覚めさせ、ティグレ人民解放戦線 (TPLF)、オロモ解放戦線 (OLF) 等が結成されてPMACと対立した。また、メンギスツは労働組合連合（CELU、850,000人所属）には解散を命じ、自らの思想を露わにした。

### メンギスツの独裁

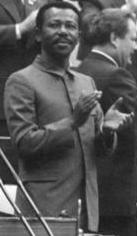
メンギスツ・ハイレ・マリアム

独裁の体制を整えたメンギスツは、より盤石な体制を築くために全エチオピア社会主義運動 (MEISON)に接近し、同じ社会主義者の「エチオピア人民革命党 (EPRP)」への攻撃を始めた。両党はともに社会主義政党で、メンギスツらの軍部が政治をコントロールする事態を嫌っていたが、メンギスツの社会主義者という自称を信じきってしまっていたMEISONは政治の安定まで軍部の力をある程度利用することは仕方がないと割り切り、協力体制を作った。MEISONの協力は後に1986年4月に開校するマルクス・レーニン主義の幹部を養成する機関「イェカティ66イデオロギー校」の設立に繋がった。しかし、そこで教育される内容は共産主義ではなく、ソ連型の一党独裁体制の確立の必要性であった。MEISONは1977年8月に協力関係を解消している。
メンギスツは1977年2月3日、PMAC議長のタファリ・ベンティを粛清した後、自ら議長に就任した。これにより権力の絶頂期に達したメンギスツはエチオピア人民革命党 (EPRP) を徹底的に排除する決意を固め、EPRPの脅威と反社会性について大キャンペーンをはった。これにより、メンギスツは自らに反対するPMAC内部の右派とともにEPRP狩りを開始し、EPRPのメンバーとされた人物は即座に逮捕され処刑されていった。かつて協力関係にあったMEISONもEPRPと同一視されて次々と投獄されていった。五月上旬の数日間で20,000人が殺害されたとされ、政府の寡少な見積もりでも732人の死亡が確認されている。これら、EPRPに対する攻撃は「白色テロル」と呼ばれたが、対抗したEPRPの反撃は「赤色テロル」と呼ばれ、エチオピアは事実上の内戦状態に陥った。アディスアベバだけで1万人が赤色テロルによって殺害されたが、政府による白いテロルはEPRPと疑われた人々を中心に3万人以上を収容所に押し込め、次々と死亡させていった。これにより、この時代のエチオピアの青年、インテリ層はイタリア侵攻と同様に大きな空白を生じることになった。EPRPはメンギスツの攻撃を地方に逃れて活動を続けたが、MEISONは根絶やしに近い被害を受けてその後二度と党勢を取り戻すことはできなかった。

### ソマリア、エリトリア戦争
メンギスツ政権はソ連の支援を受ける一方、アメリカ帝国主義、EPRP、ハイレ・セラシエから続く保守勢力ら、根絶できない敵を抱えて政権運営を行い、1974年から続いていたオガデンの飢餓に対してしばらく手を打っていなかったが、ようやく18の難民キャンプを設置して飢えた70万人の救済に乗りこんだ。だが、メンギスツの民族主義によって、エチオピアの監視下ではイスラム教の習慣を行うことが許されず、大多数のオガデン人はキャンプを出てイスラム諸国に助けを求めようとした。その動きはオガデンの分離独立とその後のソマリアへの併合を望む「西ソマリア解放戦線 (WSLF)」にとって好都合で、ソマリア政府はWSLFを援助するとともに1977年には自らオガデン砂漠を通過してエチオピア領内に侵攻した。エチオピアはソ連の支援を受けていたのに対し、ソ連からの支援を打ち切られたソマリア軍はアメリカの援助を受けた冷戦の構造そのものの戦争は、決着まで11年間かかる泥沼の戦いとなった。戦争は1988年に停戦という形で終結するが、残されたものは以前と変わらぬ国境線と難民によって衰退したオガデンの町、そして疲弊しきった両政府だけだった。
国家統一の方針により、強制的にエチオピアの一州に併合されたエリトリアだったが、独立を目指すELF, EPLF, ELF-PLFらのゲリラ戦は衰える気配を見せず、さらにエチオピアから逃れたEPRPがエリトリアに潜伏したことでメンギスツの悩みの種となった。EPLFは1976年にスーダン国境の町カロラで政府軍を壊滅させると、翌年には政府の重要な補給基地アファベトを陥落させた。破竹の勢いのEPLFには、他のエリトリア独立派からも続々と流入し、EPLFにほぼ一本化されたエリトリアの独立勢力に対して、エチオピア軍はアスマラに篭城して防衛に専念するしかなかった。

### メンギスツ失脚

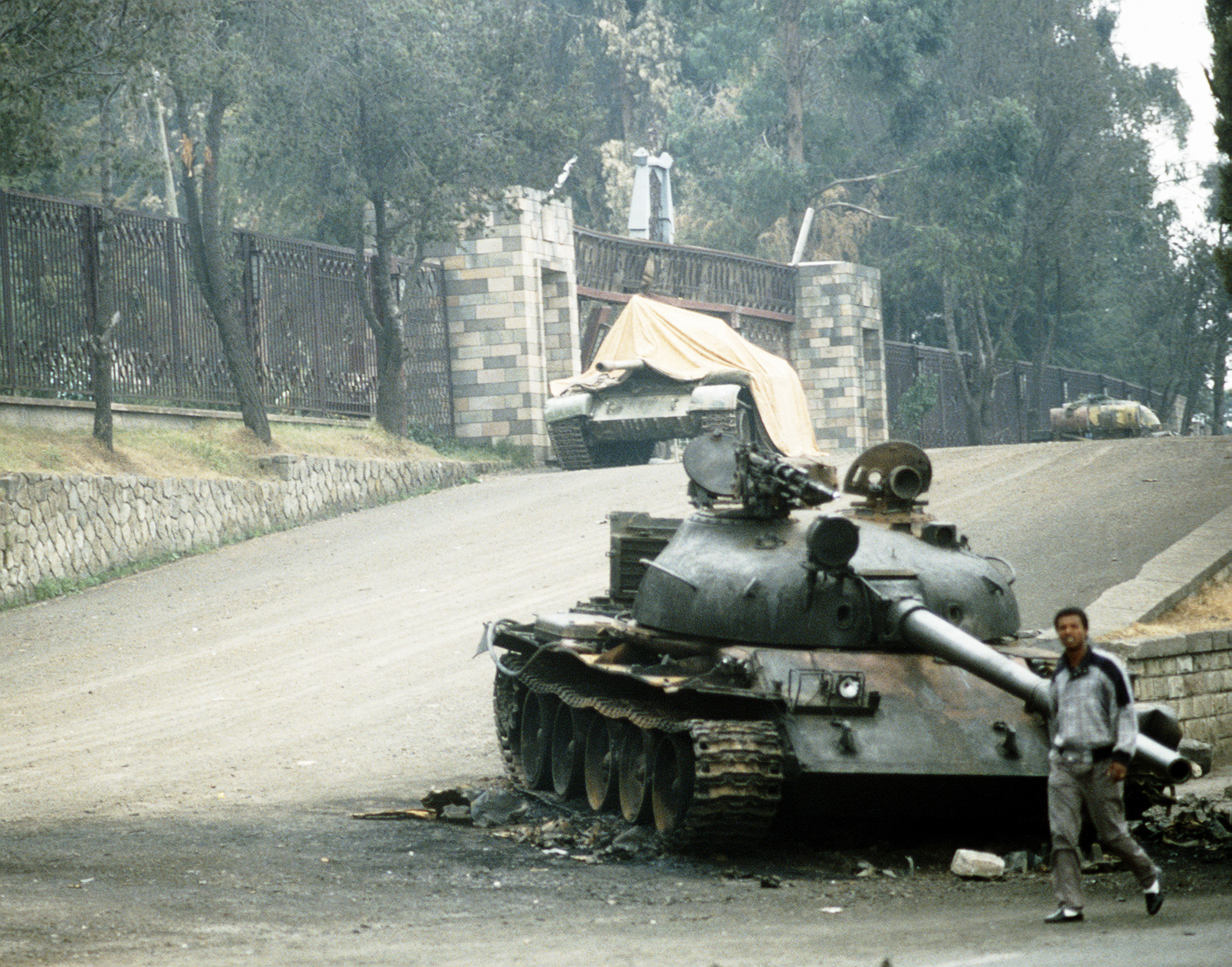
デルグ政権崩壊後、アディスアベバ市内で遺棄されたエチオピア軍戦車

メンギスツは自らの「エチオピア労働者党」による一党支配を変えることはなかったが、戦況を見て「エリトリアの優遇」「地方の自治共和国化」「エチオピア人民民主共和国への改称」といった妥協案を提示し、1987年の選挙において憲法を改正すると議会からの指名により大統領に就任する。しかし、その間にもソ連がペレストロイカによって支援の打ち切りの検討を始め、代わりの援助を求めてアメリカを頼ったが、アメリカは人権と民主主義の実現を求めてむしろ反政府勢力への支援を増やした。1988年アスマラに篭っていたエチオピア軍が、エリトリア独立を求めるEPLFの攻撃によって決定的な敗北を喫した。EPLFの動きは、エチオピア北部のティグレ人たちに影響を与え、「ティグレ人民解放戦線 (TPLF)」が結成され、ティグレとウォロを地盤に民主化を求めて蜂起した。1989年にはショワにまで進出し、エチオピア人の40%を占めるようになっていたオロモ人たちのオロモ人民民主機構 (OPDO)も加わって三組織合同のエチオピア人民革命民主戦線 (EPRDF)が結成された。ソ連がメンギスツ政権への援助を完全に打ち切った1989年、EPRDFはエチオピア政府軍への攻勢を開始した。
1991年2月13日、ゴンダルとゴジャムに駐屯していた政府軍がEPRDFの攻撃によって完全に壊滅してもはや反撃は不可能な事態となり、メンギスツ政権の命運は尽きた。しかし、メンギスツはこの際に3,400人のティグレ人をEPRDFの関係者として処刑した。この結果メンギスツ政権はますます人心を離反させただけに終わり、EPRDFの呼びかけによってメンギスツを見捨てる都市が現れ、反政府勢力に拠点を与えるとともに首都への進軍を可能とした。1991年5月にはメンギスツ政権にとどめを刺すワレリグン作戦が成功を収め、メンギスツ大統領はジンバブエに亡命し、16年に及ぶ独裁政治の終止符が打たれた。

## エチオピア連邦民主共和国

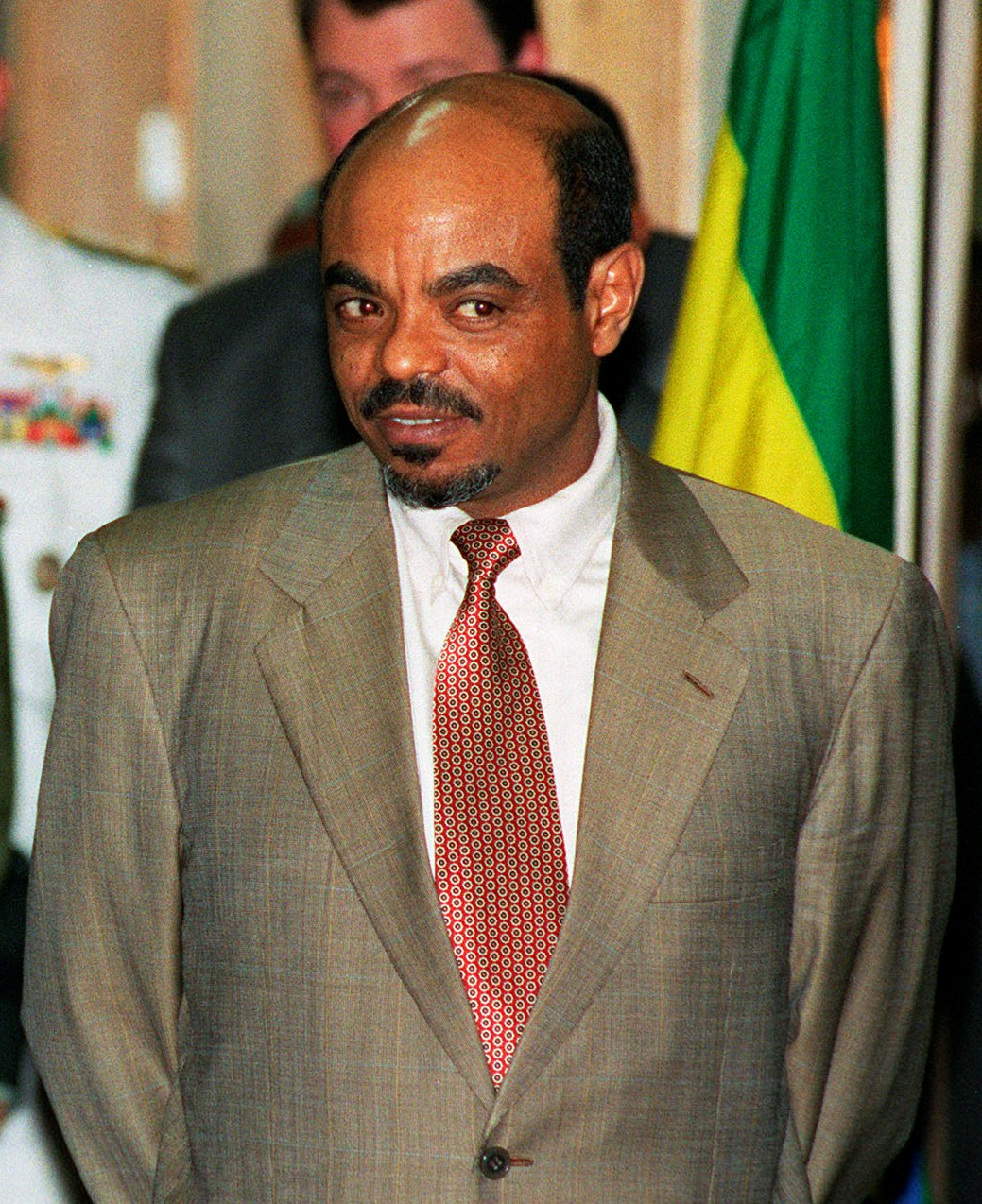
メレス・ゼナウィ・アスレス

メンギスツの逃亡後、タスファレ・ゲブレ・キダン（1991年5月21日 - 5月28日就任）による代行を挟んで、人民共和国の解体後、EPRDFのメレス・ゼナウィ書記長が暫定で大統領となり、1995年8月には新憲法を公布してエチオピア連邦民主共和国と名を改める。表現の自由が認められ、公正な選挙が実施されるなどメレスの指導のもとで民主化への道を進み始めている。メレスは1995年8月22日にオロモ人民民主機構（OPDO）出身のネガソ・ギダダがエチオピア連邦民主共和国初代大統領に就任した 際に首相に就任し、2001年10月8日にギルマ・ウォルドギオルギスが第2代大統領に就任した後も首相にとどまっている。また、独立したエリトリアとは港湾の使用料やバドメ地区の帰属を巡って紛争となり、1998年5月12日に戦争状態に突入するが、2000年5月、アフリカ統一機構（OAU）の停戦提案を受け入れた。アフリカ統一機構はかつてハイレ・セラシエが、ギニア大統領セク・トゥーレとともに立ち上げに奔走した組織であり、その組織によってエリトリアとの紛争はようやく停戦にたどりついた。一方ではオガデンとの戦闘は泥沼化し、人道的に問題のある行為が発生している。アフリカ統一機構は2002年にアフリカ連合として発展的に解消され、アフリカ連合の本部はアディスアベバに置かれることになった。

### 東アフリカ大旱魃
2011年から2012年にかけて、東アフリカ大旱魃が発生した。約460万人が支援を必要とし、栄養失調者の割合は一部で30％に達した。

### アビィ・アハメド政権
2018年4月2日、エチオピアの最大民族であるオロモ人から出た、アビィ・アハメドが首相に就任した。アビィはエチオピア・エリトリア国境紛争以降緊張が続いているエリトリアとの和平に注力した。2018年9月16日にアビィは「ジッダ平和協定」に署名し、2019年のノーベル平和賞を受賞した。

### ディグレ紛争
2020年、北部のティグレ州での総選挙が延期されたことをきっかけとして、ティグレ人民解放戦線（TPLF）との亀裂が増し、同年11月にはティグレ紛争が勃発した。11月28日には州都メケレを占領したが、2021年にTPLFは反攻に転じメケレを奪還した。11月2日にはアビィは非常事態宣言を発令した。12月下旬からはTPLFは北部ティグレ州に撤退し、2022年2月15日、エチオピア人民代表議会は国家非常事態宣言の解除を可決した。